# Chiese di Sulmona

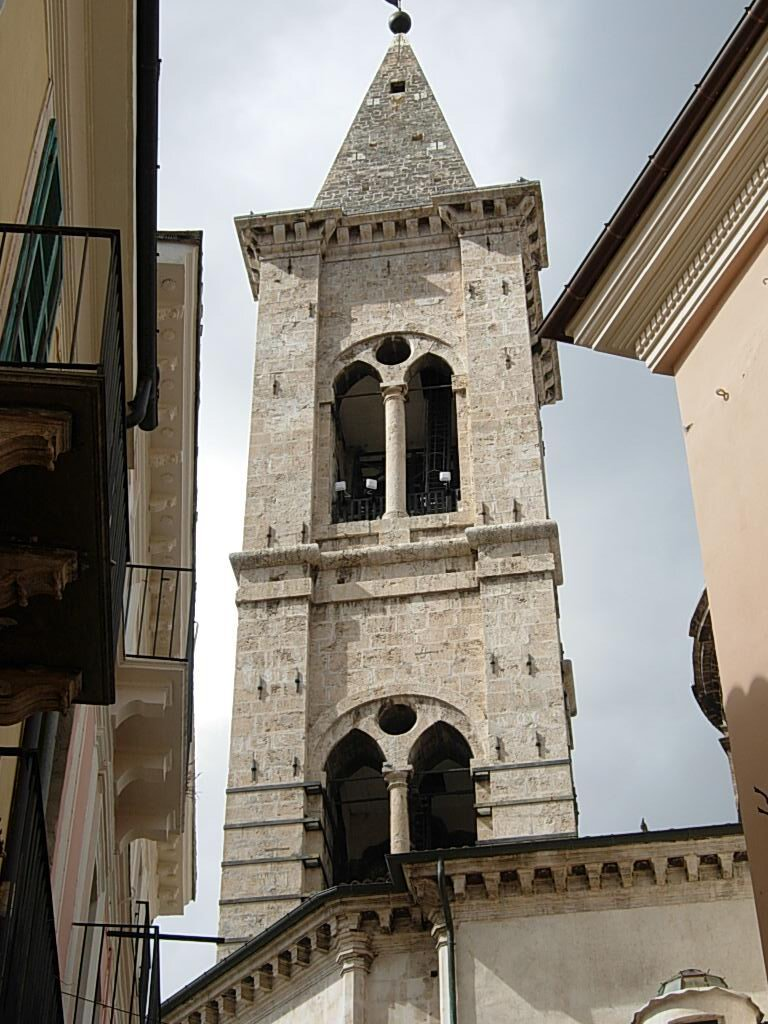
Il campanile della Basilica della Santissima Annunziata

Diverse sono le chiese di Sulmona classificabili per periodo storico, per quanto concerne la realizzazione, e per eterogeneità degli stili, che vanno dal romanico al tardo gotico quattrocentesco, dal tardo barocco settecentesco sino agli stili moderni ai giorni nostri.
Le chiese storiche della città sono suddivise nei principali quartieri antichi del centro, ossia Sestiere Borgo Pacentrano, Borgo San Panfilo, Borgo Santa Maria della Tomba, Porta Iapasseri, Porta Manaresca, Porta Bonomini e Porta Filiamabili.
Nell'agglomerato moderno invece si trovano gli antichi conventi, i cui orti sono stati accorpati nelle nuove strutture, insieme a parrocchie recenti, edificate per i principali quartieri sorti dagli anni '60 in poi.

## Chiese del centro storico

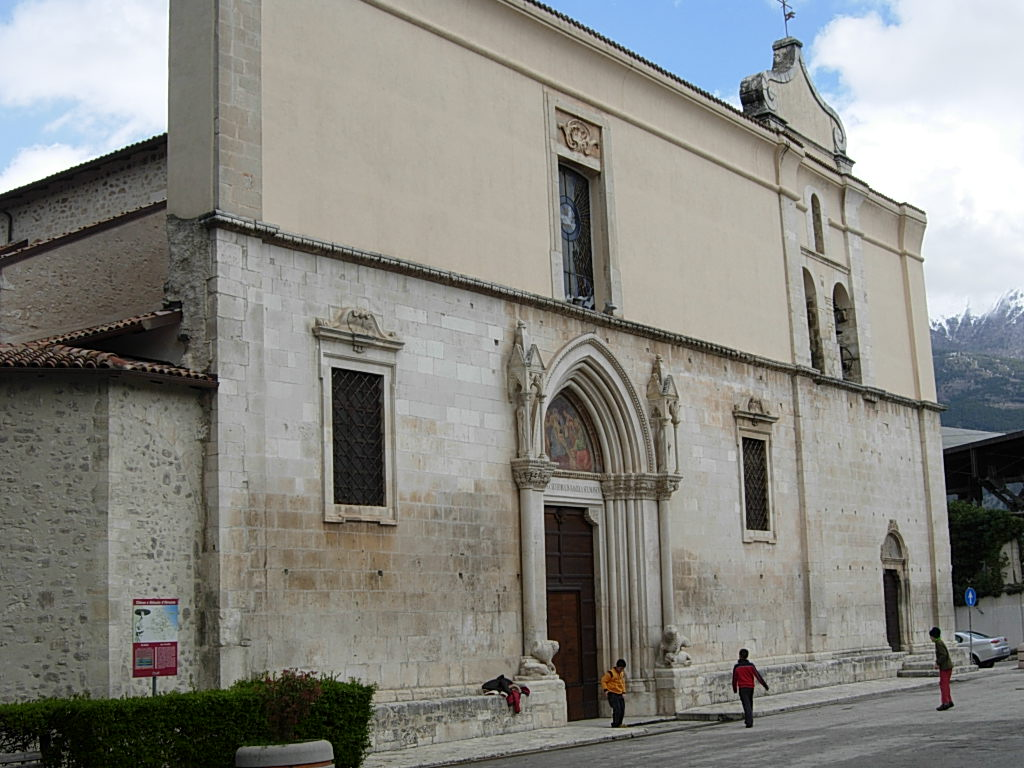
Cattedrale di Sulmona

### Cattedrale di San Panfilo
Si tratta della chiesa principale sulmontina, parrocchia del sestiere storico "Borgo San Panfilo", situata fuori le mura (se si considera la cinta muraria di Porta Sant'Agostino, che stava in piazzale Carlo Tresca), presso l'ottocentesca villa comunale. La sua costruzione risale al 1075, sopra un precedente tempio dove riposavano le spoglie del santo Panfilo, vescovo della città. L'intervento fu voluto dal vescovo Trasmondo, terminato nel 1119 da Gualtiero.
La chiesa oggi si presenta come il risultato di una serie di stratificazioni architettoniche che si sono sovrapposte nei secoli a causa dei terremoti, come quello del 1456, quando la Cattedrale fu ricostruita in stile gotico (esempio del portale), e poi quello più grave del 1706, che impose una ricostruzione barocca. La facciata doveva essere molto più imponente, al pari delle altre chiese di Sulmona, e di originale resta la parte bassa con monumentale portale tardo-gotico di Nicola Salvitti, mentre il secondo settore dopo il cornicione marcapiano è chiaramente barocco, con il finestrone centrale; anche il campanile, come descritto nelle cronache, è stato ricostruito dall'originale torre medievale, a forma di semplice vela. La chiesa ha una pianta basilicale a croce latina con cupola presso il transetto e bracci sporgenti, e un'ampia abside semicircolare.
L'interno a causa dei restauri barocchi è stato molto manomesso, pur conservando l'originale impianto a tre navate con presbiterio rialzato sopra la cripta gotica. Ai lati dell'ingresso si trovano due tombe medievali di un vescovo, Bartolomeo de Petrinis, e di una donna, la volta è stata interamente affrescata in stile neobarocco nel primo Novecento dal pittore Carlo Patrignani, mentre sopra la cantoria campeggia un prezioso organo settecentesco in legno dorato e intagliato.
La cripta è l'elemento più interessante, composta da campate suddivise da colonnine romaniche, con il trono presbiteriale e un affresco trecentesco della Madonna.

### Complesso della Santissima Annunziata
Situato lungo il Corso Ovidio, è forse l'edificio religioso più famoso di Sulmona, composto dalla chiesa e dal palazzo diocesano, sede attuale dei Musei Civici.

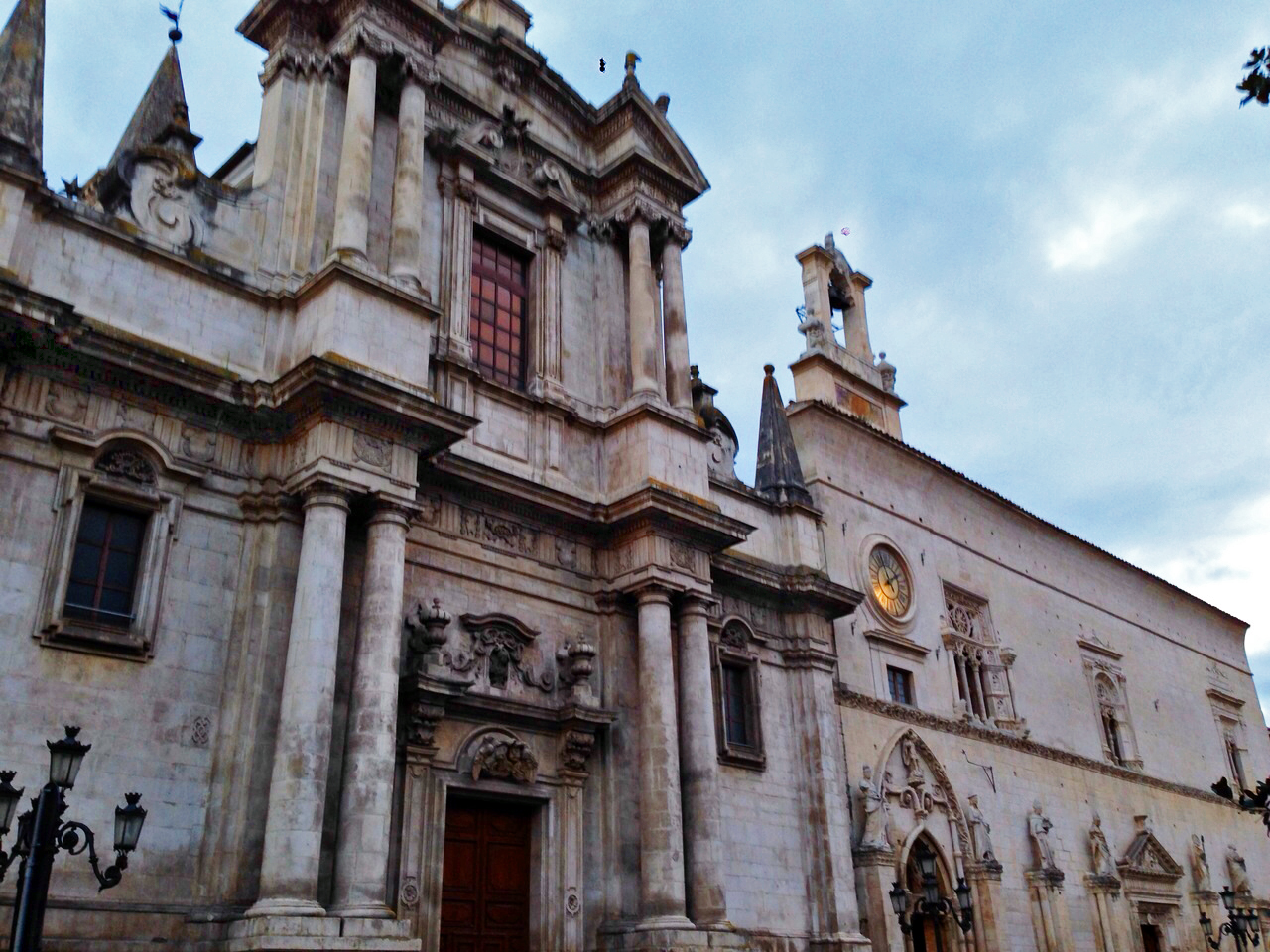
Facciata della Basilica della Santissima Annunziata

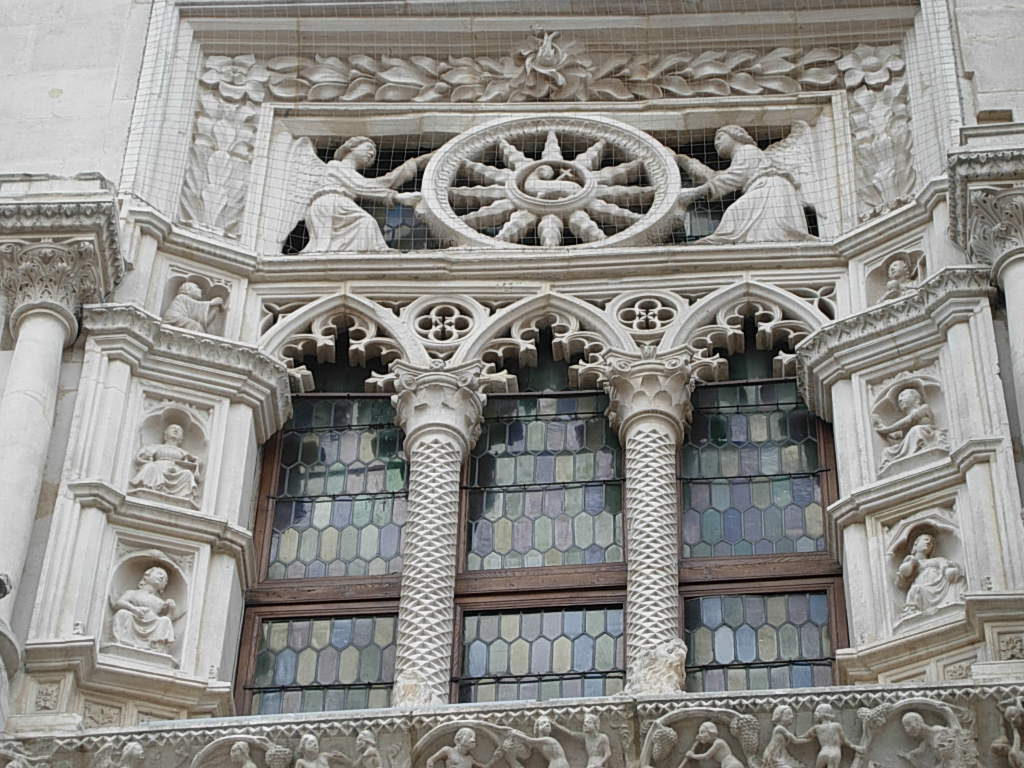
Trifora del Palazzo Annunziata

La chiesa fu costruita dentro il Sestiere Porta Bonomini, affacciata su Larghetto Annunziata, sul corso Ovidio, con l'annesso complesso palaziale nel 1320; all'epoca il palazzo svolgeva la funzione di ospedale per i pellegrini e gli infermi. Dopo il terremoto del 1456 la chiesa fu ricostruita in stile tardo gotico. Lo stile risentì delle varie influenze del centro-nord italiano, e anche della nuova corrente rinascimentale. Nel 1500 venne eretto anche il poderoso campanile turrito, diventato uno dei simboli della città, composto da tre livelli con finestre bifore e una cuspide piramidale alla fine. Nuovi restauri modificarono la chiesa, a partire dal Seicento fino al dopo sisma del 1706: la chiesa assunse completamente un aspetto barocco, e così anche il palazzo, che nel corso dell'800 fu riportato allo stile medievale originario, almeno nell'aspetto esterno.
La chiesa presenta una tipica facciata barocca, costruita secondo il modello napoletano, con l'utilizzo della pietra della Majella; la sua edificazione appartiene a Norberto Di Cicco da Pescocostanzo. L'interno conserva l'impianto a tre navate con cappelle laterali all'altezza del transetto, e quattro campate con cupolette, mentre presso il transetto centrale si erge il cupolone circolare con tamburo. Sulle volte campeggiano gli stucchi di Giambattista Gamba, e le tele sei-settecentesche de: La Pentecoste - La Comunione degli Apostoli di Alessandro Salini. Presso l'abside ci sono la Natività - Presentazione al Tempio di Giuseppe Simonelli. Il pregevole coro ligneo è stato realizzato da Bartolomeo Balcone tra il 1577 e il 1579, mentre i palchi dell'organo si distinguono per lo stile rococò, lavorati da Ferdinando Mosca.
L'altare policromo dell'Annunziata è di Giacomo Spagna (1620), ornato da paliotti, marmi policromi e cappelle radiali.
Il "Palazzo Annunziata" è stato realizzato nel tardo '400 in stile gotico, con alterazioni interne dopo il sisma del 1706. La facciata è quella più conservata, anche se ricostruita. La parte più antica del palazzo è la porzione della "Porta dell'Orologio": esso fu installato nel XVI secolo, il portone presenta come elementi decorativi la statua di San Michele, due coppie di colonne per lato che si prolungano oltre i capitelli, attorcigliandosi in simmetriche volute, per poi assottigliarsi e terminare in rosoncini. Di poco superiore è la trifora ornata da colonnine tortili poggianti su leoni accovacciati e statuine a tutto tondo; presso gli stipiti sono raffigurate le Quattro Virtù, sul lato opposto il simbolo dell'Agnello Mistico dentro una raggiera, sostenuta da due angeli. Al di sopra è posto lo stemma civico sulmontino. La parte centrale del palazzo è di stampo rinascimentale-gotico: il portale maggiore dà accesso alla Cappella del Corpo di Cristo, adornato da ghirlande, festoni, timpani, volute, figure animali di rettili e uccelli, nella parte mediana ci sono de piedritti con due tondi e un gruppo scultoreo della "Madonna col Bambino tra angeli". Il portale è sovrastato da una bifora con due angeli che sorreggono lo stemma dell'Ordine della Casa dell'Annunziata, decorato con motivi a candelabra e ricchi trafori.
Il terzo portale è più piccolo, in stile classico rinascimentale (1519-1522): dentro due tondi sono rappresentati l'Arcangelo Gabriele e la Vergine Maria; nella base dei piedritti di tutta la facciata palaziale ci sono le statue dei Quattro Dottori della Chiesa: San Gregorio Magno, San Bonaventura, Sant'Agostino, San Girolamo.

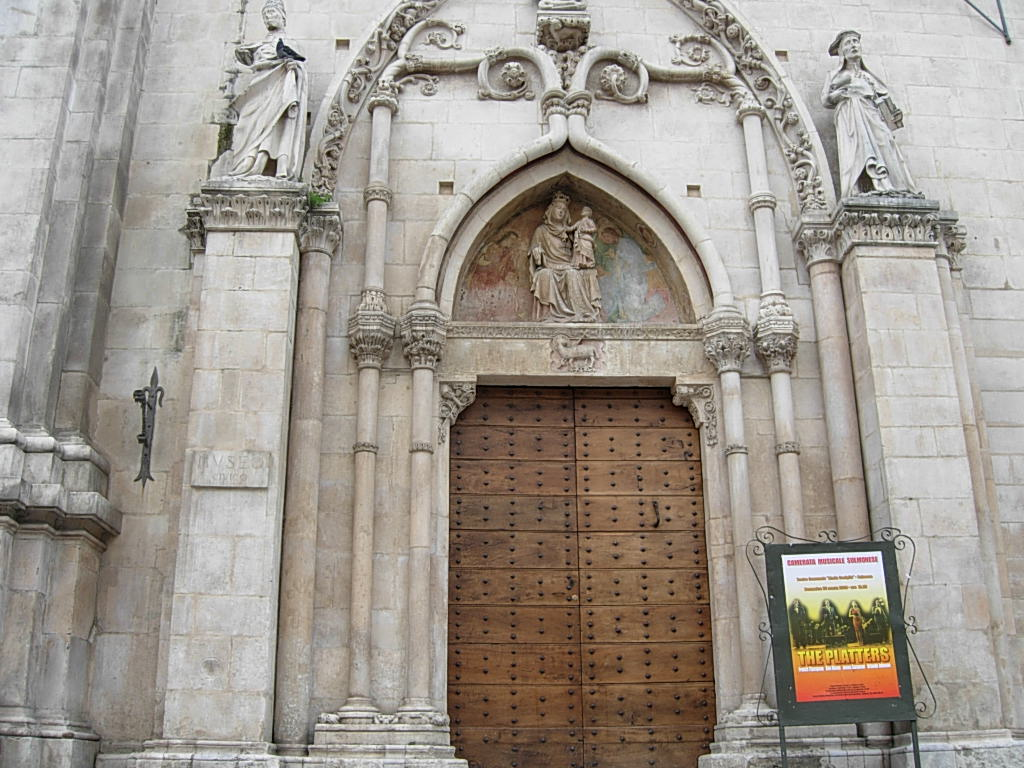
Portale principale del Palazzo Annunziata

### Chiesa della Santissima Trinità

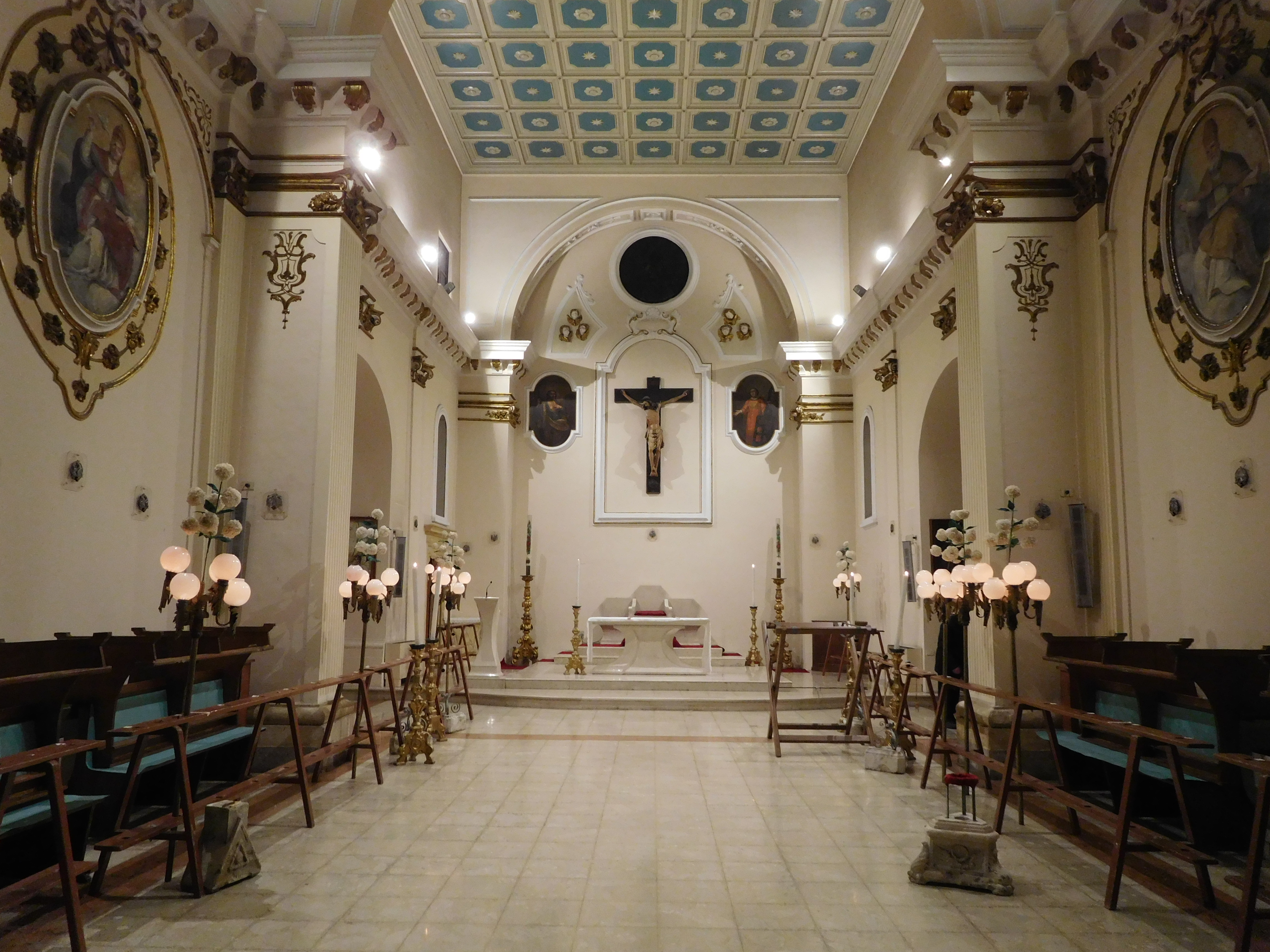
Interno della chiesa della Congrega della Santissima Trinità

Si trova sul corso Ovidio e ospita l'omonima arciconfraternita, che si occupa di allestire la processione del Venerdì santo. La chiesa originaria risale al XVI secolo, ma fu ricostruita dopo il 1706 con delle modifiche importanti: sul portale venne inserito il busto del Padreterno, l'impianto planimetrico fu ridotto a una navata, il piccolo campanile fu ricostruito nel 1744 in forme ridotte rispetto all'originale edificato da Cesare Lombardo. Nel 1954 la chiesa fu anche "tagliata", ossia fatta arretrare per permettere maggiore accessibilità al corso, con lo smontamento e rimonto della facciata. Essa è realizzata in conci di pietra a terminazione orizzontale, determinata lateralmente da paraste e suddivisa in due ordini, da una cornice marcapiano modanata simile a quello del coronamento. Nella campata inferiore si apre il portale architravato, affiancato da due colonne classiche poggianti su piedistalli, che sostengono la trabeazione modanata, sormontata da timpano triangolare, dentro cui si trova il busto di Dio.
L'interno è a navata unica, e lascia intendere tuttavia l'originario impianto a croce latina, poiché sul presbiterio si aprono due brevi bracci laterali con cappelle. Le pareti sono scandite da lesene scanalate da capitelli impreziositi da dorature, la copertura è a cassettoni in gesso decorato a stelle e rosoni, che obliterano la volta dipinta del 1915, in sostituzione di altre pitture deteriorate, opera di Carlo Patrignani. Presso la controfacciata si trova il prezioso organo con cantoria del 1761 lavorata da Ferdinando Mosca. La balaustra del palco mostra scene dell'Antico e Nuovo Testamento, realizzate da Crescenzo Pizzala (1777).

### Chiesa di Santa Maria della Tomba

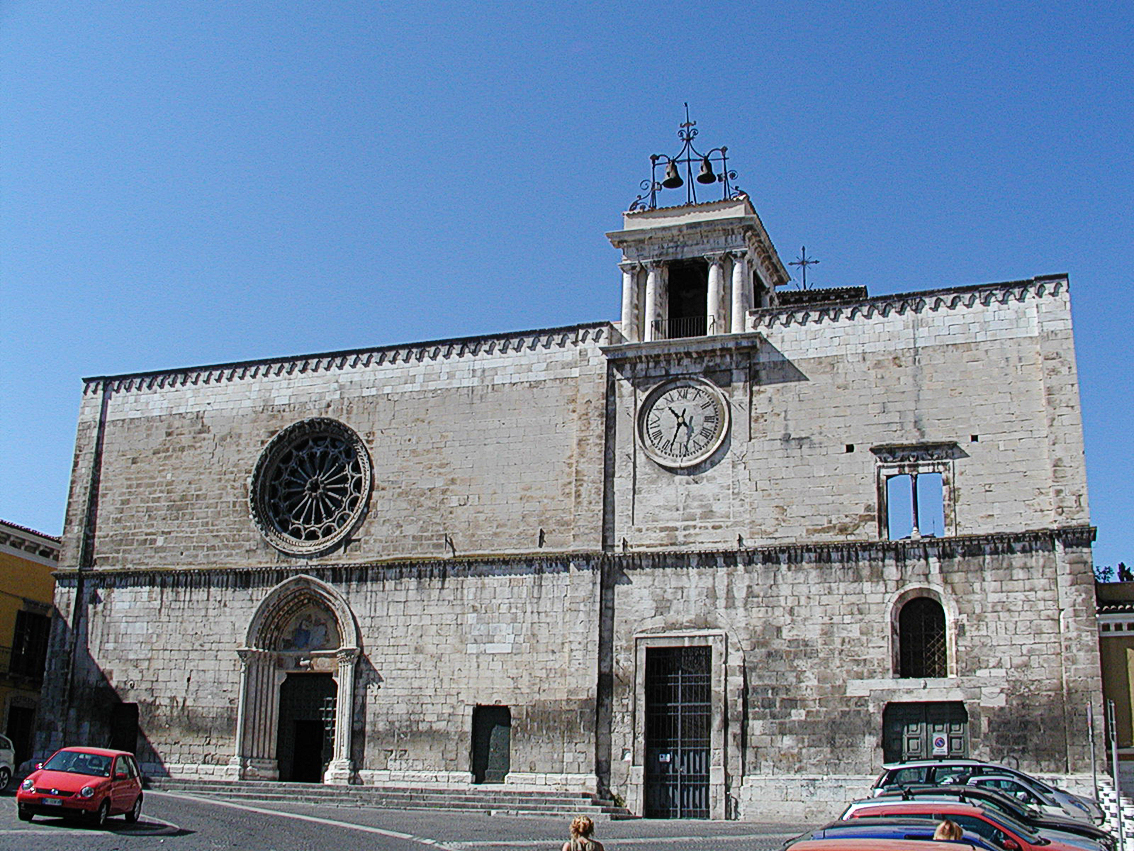
Santa Maria della Tomba

Secondo la tradizione, la chiesa fu eretta sopra la casa del poeta Ovidio, o forse sopra un sepolcro pagano, da cui il nome "della Tomba". Parrocchia del rione storico "Santa Maria della Tomba", si affaccia su Piazza del Plebiscito. La costruzione attuale risale al XIII secolo, restaurata nel 1619, e ricostruita dopo il 1706 in forme barocche, completamente smantellate nei restauri interni degli anni '60, che riportarono la sobrietà gotico-medievale. La facciata è tardo romanica a coronamento orizzontale, suddivisa in due ordini da cornice. Il portale ogivale è gotico, simile per forma ad altri delle chiese cittadine, come quelli di San Francesco d'Assisi (di un certo Jacopo del 1441) e di San Panfilo. Il suo profilo è definito da una coppia di colonne ottagonali, e dall'alternanza di pilastrini e colonnine lisce poggianti su un basamento in pietra, culminanti in delicati capitelli in foglie d'acanto. La lunetta mostra tracce di un affresco dell'Incoronazione di Maria. Il rosone centrale è del XV secolo, composto da raggiera. L'interno è a tre navate con arcate ogivali e presbiterio con abside semicircolare, e soffitto a capriate lignee.

### Complesso monastico di San Francesco della Scarpa

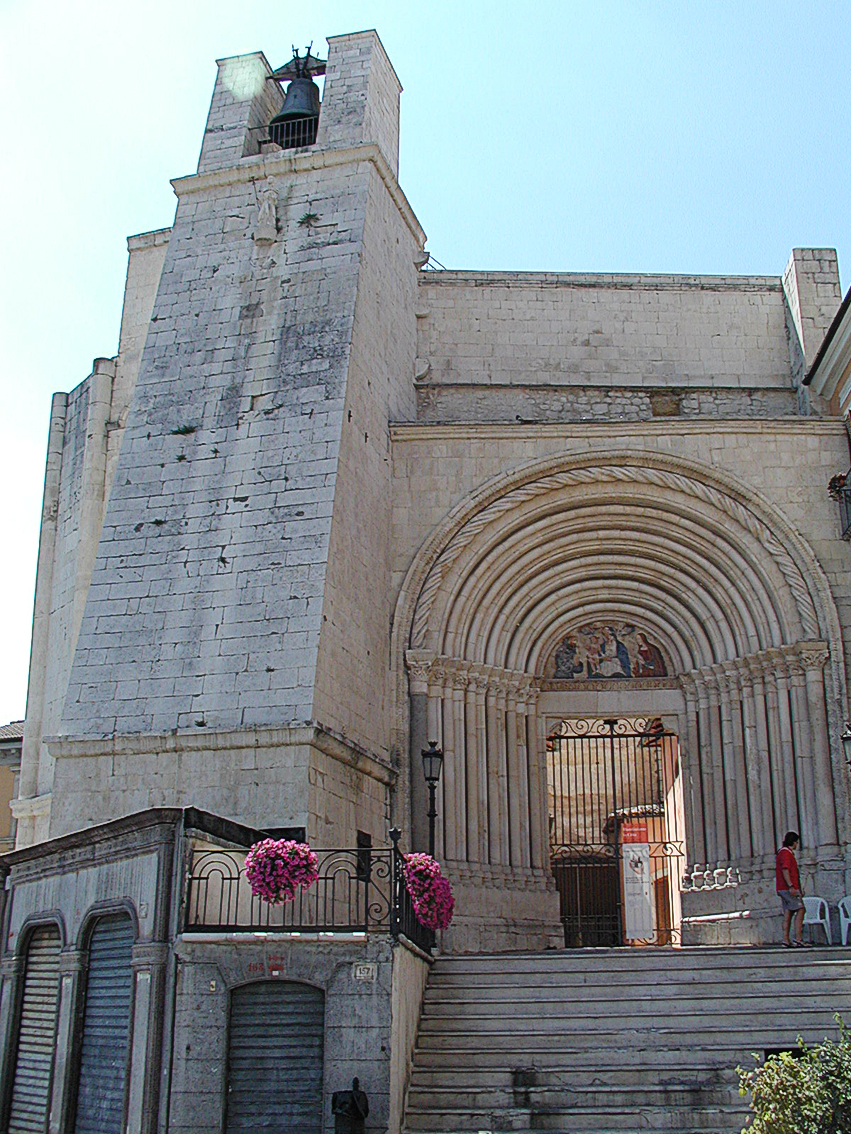
Porzione gotica del complesso di San Francesco, lato corso Ovidio, il cosiddetto portale "della Rotonda"

Si affaccia su Piazza Garibaldi, per quanto concerne la porzione "della Rotonda", mentre la facciata storica si trova su via Panfilo Mazara. Il complesso fu costruito nel 1241 per volere di Carlo II di Napoli, destinato a essere fino al 1706 uno dei complessi francescani più importanti d'Abruzzo. L'edificio anche dopo il sisma del 1456 presentava una struttura complessa, originale e articolata, come dimostrano anche le tracce della cosiddetta "Rotonda" presso l'ingresso laterale dal corso, ma dopo il terremoto del 1706 la chiesa è stata completamente riedificata in forme barocche, con un impianto planimetrico molto più semplificato.
L'impianto longitudinale attuale è rettangolare con navata unica, conservando sul lato del corso il relitto di un secondo ingresso tardo-gotico, forse la parte più interessante della zona esterna. La facciata un tempo era a coronamento orizzontale e oggi è a salienti, con due ali curvilinee, frutto del ridimensionamento delle strutture interne, con la parte gotica soltanto nel settore di base, che conserva il portal ogivale strombato, opera del Salvitti. L'interno è a croce greca allungata, le cui cappelle si alternano presso le pareti, dando vita a un gioco di forme. Presso il transetto ci sono due altari laterali, il presbiterio è quadrangolare, nella controfacciata è situato l'rogano ligneo del 1754, opera di Domenico Antonio Fedeli di Camerino, incorniciato da una monumentale mostra in legno intagliato dai maestri pescolani.
Gli arredi lignei sono di Ferdinando Mosca, che lavorò anche alla Cappella dei Lombardi. Al centro dell navata campeggia un Crocifisso ligneo rinascimentale, sulla destra presso la cappella dei Lombardi si trovano le raffigurazioni di sant'Ambrogio, san Carlo Borromeo e la "Pala della Visitazione" di Giovanni Paolo Olmo. Presso il presbiterio si innalza anche la grande cupola ottagonale.
Lungo il corso si staglia il portale gotico strombato, di dimensioni sproporzionate rispetto al principale portale di ingresso, a dimostrazione della maestosità originaria del complesso.
Accanto alla chiesa si trova il settecentesco Palazzo San Francesco, fino al 1867 sede del convento dei Francescani, e poi requisito per diventare l'attuale sede municipale del comune di Sulmona. L'interno è preceduto da un ampio chiostro centrale con arcate.

### Chiesa di Santa Maria del Carmine

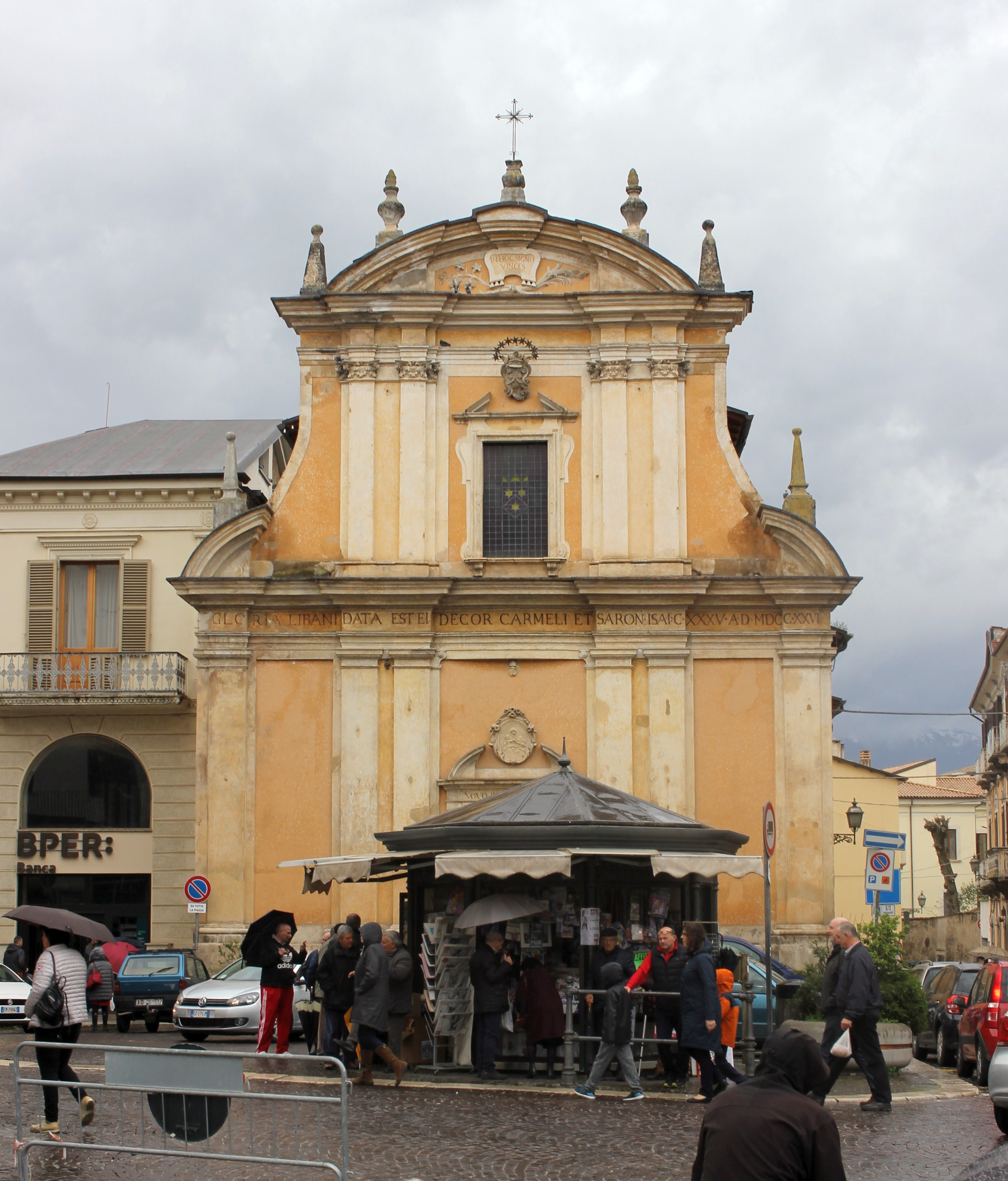
Prospetto della chiesa del Carmine

Si trova lungo il corso Ovidio, all'incrocio con via Manlio d'Eramo, affacciata su Piazza Garibaldi, situata a confine col rione di Borgo Santa Maria della Tomba. Fu eretta nel 1225, usata come sede ospedale per gli ammalati, inizialmente consacrata al Santissimo Salvatore. Nel 1634 divenne proprietà dei Carmelitani, dapprima situati nella chiesetta fuori le mura di Santa Maria d'Arabona, i quali misero in cantiere una serie di lavori di ricostruzione che fecero perdere l'antico aspetto medioevale alla chiesa. La facciata è stata realizzata in barocco napoletano da Carlo Faggi, tripartita verticalmente da doppie paraste, divisa orizzontalmente da trabeazione con iscrizione riguardante la presa di possesso dei Carmelitani. Alla base di erge il portale centrale architravato, con il timpano semicircolare spezzato, che accoglie al centro un medaglione in rilievo che raffigura la Madonna col Bambino. Nella trabeazione e nel sottostante architrave c'è la scritta NOVO INALBATUM DECORE 1822, in riferimento a un restauro.
L'interno della chiesa è a pianta rettangolare a navata unica, coperta da volta a botte lunettata, con cappelle laterali presso le pareti, impreziosite da partiti decorativi a stucco e dipinti settecenteschi. Presso l'abside si trova un'iconostasi con due aperture laterali, sormontata da pala d'altare con immagini della Madonna del Carmine, affiancata dalle statue di Elia profeta e il discepolo Eliseo.

### Chiesa di San Filippo Neri

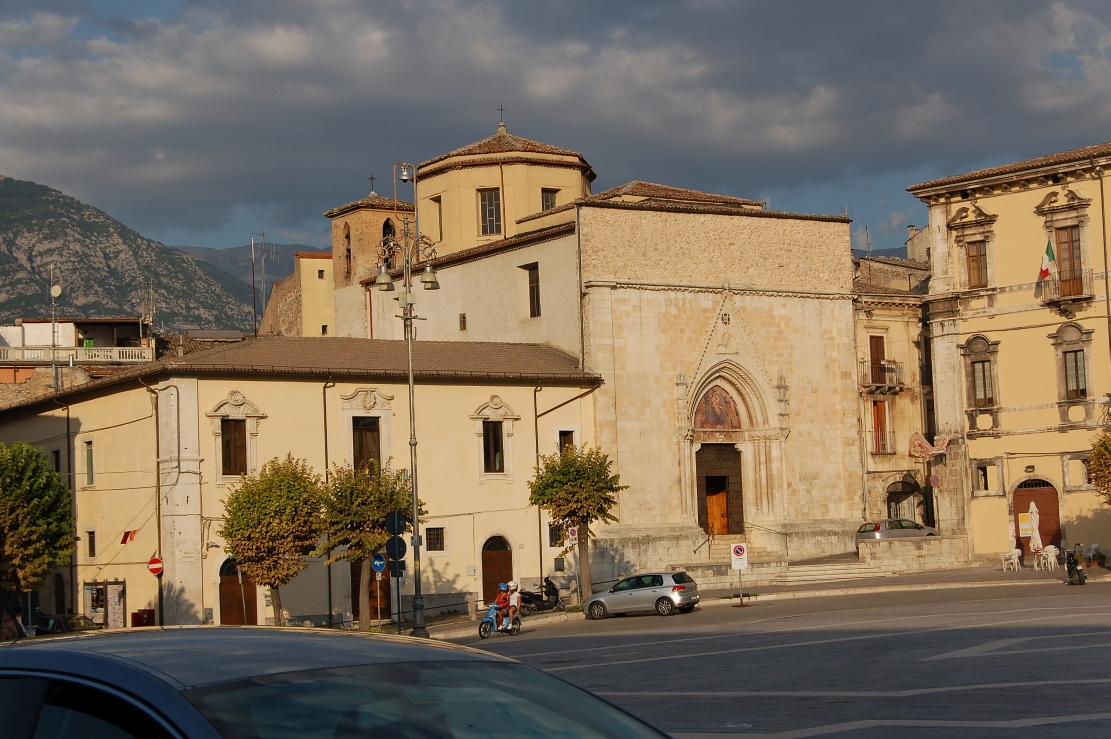
Veduta della chiesa di San Filippo

Si trova nell'estremità a est della Piazza Garibaldi, accanto alla fontana di Sant'Agata (o Santa Margherita), poiché nelle vicinanze vi si trovava una chiesa, distrutta dal terremoto del 1706, facente parte dell'omonima parrocchia.
La chiesa fu costruita nel 1677 e aveva dimensioni minori rispetto alla conformazione attuale; la sede principale dei Gesuiti era nella chiesa di Sant'Ignazio che si trovava in Piazza XX Settembre (oggi scomparsa). In origine la chiesa esisteva già nel XIV secolo, dove avevano sede i monaci Agostiniani, e di essa si conserva solo il portale in stile gotico-angioino, rimontato nell'attuale parrocchia di San Filippo. Dopo il terremoto del 1706, la chiesa venne ricostruita nel 1785 per volere del barone Giambattista Mazara, e terminata nel 1794, in occasione della visita a Sulmona del re Ferdinando IV di Borbone. Con la soppressione dell'ordine dei Filippini, la chiesa fu usata per vari scopi, tra i quali la sede della Guardia di Finanza. Il principale elemento di interesse è il portale della vecchia chiesa di Sant'Agostino, demolita definitivamente nel 1885; ha un arco a sesto acuto con strombatura sottolineata da una sequenza di colonne tortili, e dalla grande cornice a ghimberga che lo sovrasta. Il frontone cuspidato mostra gli stemmi del casato angioino e dei Sanità, che elargirono diverse somme di denaro per l'arricchimento della chiesa. Al centro dell'architrave c'è l'Agnello Mistico crocifero, mentre ai lati quattro stemmi nobiliari.
L'interno è a navata unica, con impianto rettangolare settecentesco, decorato da quattro altari laterali, diviso in due campate quadrate coperte da false cupole, a base circolare su pennacchi. Presso il presbiterio ci sono tele settecentesche, come quello della Madonna col Bambino di Amedeo Tedeschi, l'altare del 1888 mostra le tele del Sacro Cuore e l'Immacolata Concezione di Vincenzo Conti.

### Chiesa monasteriale di Santa Chiara d'Assisi

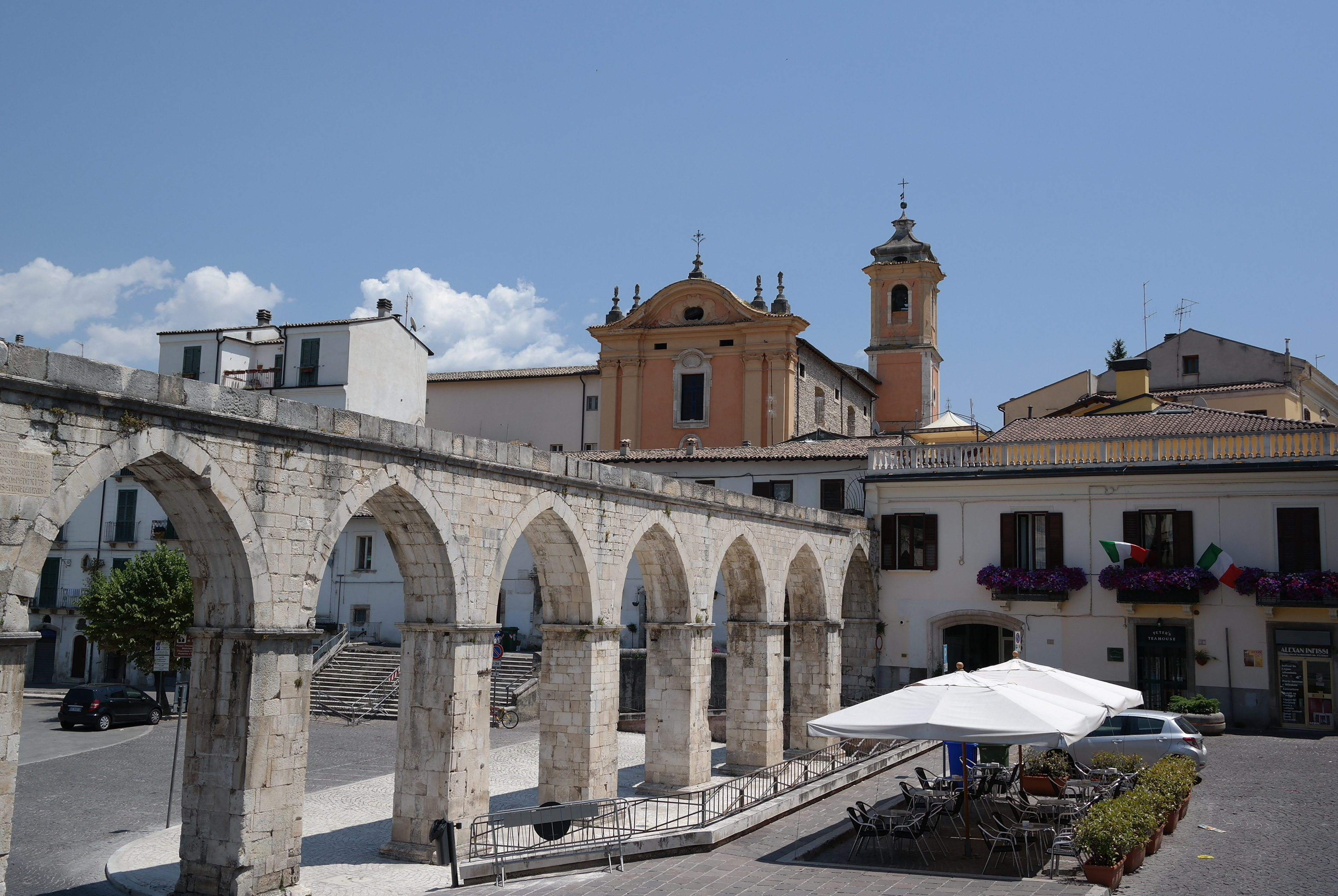
Veduta dell'ingresso di Santa Chiara e dell'acquedotto svevo

Si affaccia sul lato sud di Piazza Garibaldi, e risale al 1260, il monastero fu voluto dalla beata Floresenda di Palena, ivi sepolta. Anche questo monastero delle Clarisse fu uno dei più fiorenti d'Abruzzo, fino alla soppressione dell'ordine nel 1867.
A causa del terremoto del 1706 fu trasformato in stile barocco, pur mantenendo l'originale impianto, evidente perfettamente nella parte dell'ex convento e del chiostro, adibiti a sede del Museo Diocesano della città. Quando l'ordine fu soppresso, il monastero mantenne sempre la sua attività, senza essere abbandonato, ma usato come scuola infantile.
La chiesa costituisce uno degli esempi più vivaci del barocco napoletano-abruzzese: la ristrutturazione dell'architetto Fantoni si limitò a conferire una nuova veste all'edificio medievale, senza alternarne l'impianto. La spazialità interna venne però trasformata grazie alla sopraelevazione dell'area presbiteriale con l'inserimento di una cupola ellittica a profilo ribassato, e alla creazione di nicchie laterali con altari lignei della scuola di Pescocostanzo.
Le pareti sono scandite da paraste corinzie, che sostengono un'alta trabeazione modanata, su cui imposta la copertura a volta a botte. Sulle pareti laterali sono collocati sei cori in legno intagliato, destinati alle monache di clausura fino al 1866. L'altare maggiore è del 1735 con la pala della "Gloria di Santa Chiara" di Sebastiano Conca. Il primo altare lungo il fianco destro è ornato da una tela della Natività, e quelli successivi contengono i dipinti di San Francesco nella tomba della beata Floresenda, lo "Sposalizio della Vergine" di Alessandro Salini e il dipinto di Sant'Antonio abate.
Dalla gradinata di ingresso, attraverso un accesso secondario, si accede al cortile medievale, dove si trova il parlatoio. In corrispondenza dell'ingresso c'era anche la ruota per i neonati abbandonati, in origine il convento aveva pianta a L, trasformata poi con un perimetro quadrato, arricchito da preziosi affreschi d'età gotica che mostrano scene di vita di San Francesco d'Assisi.

### Chiesa di San Rocco

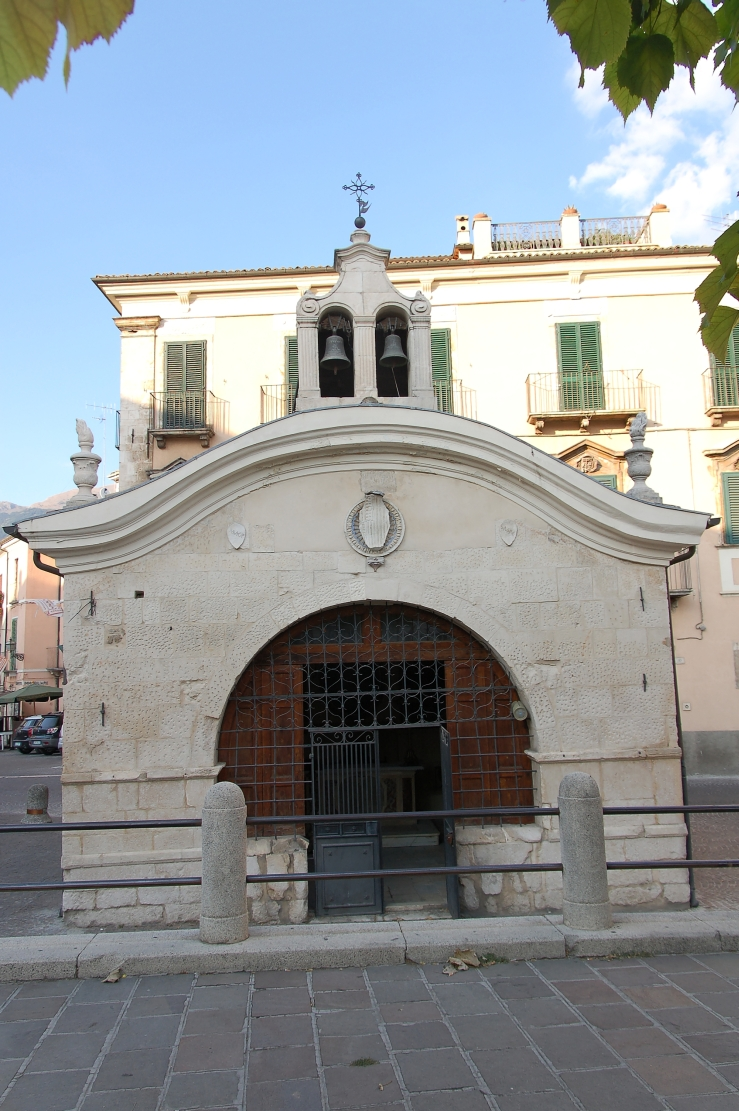
Chiesa di San Rocco

Si affaccia su Piazza Garibaldi, ed è chiara anche "chiesa del Sedile"; era precedentemente intitolata a San Sebastiano, e poi cambiò il nome per la forte venerazione verso San Rocco, che dilagò in Abruzzo dopo la pestilenza del Seicento. La chiesa venne donata nel 1484 alla regina Giovanna II di Napoli, Principessa di Sulmona, come attesta lo stemma aragonese sulla facciata. L'insolita tipologia a pianta quadrata con ampie arcate su tre lati fa pensare all'uso della chiesa come zona di benedizione dei cavalieri della Giostra. Il "Libro di Memoria della Casa Santa dell'Annunziata" fornisce notizie su alcuni interventi riguardanti la chiesa, nel 1497 fu circondata da un'inferriata per permettere al "popolo del mercato" di assistere alla messa mattutina; nel 1521 alcuni fedeli fecero realizzare dei dipinti per decorare l'intero della cappella.
Gli studiosi pensano che la chiesa fosse il Sedile popolare nel XV secolo, dove si riuniva la rappresentanza popolare dei tre sindaci della città. La chiesa fu danneggiata nel 1706 dal terremoto, e ricostruita.
La chiesa ha una struttura semplice a pianta quadrata in cui, su tre lati, si apre ampio arco centrale a tutto sesto. La facciata prospetta sulla piazza, presentando un coronamento ad andamento curvilineo, convesso al centro, con decorazioni laterali a forma di lanterna. Sul suo apice è collocato il piccolo campanile barocco a vela, con gli archetti a tutto sesto che contengono le campane. Il piccolo vano interno è a navata unica, con calotta circolare decorata col motivo dei cassettoni. La statua interna in legno dipinto raffigura San Rocco, di scuola napoletana. Faceva parte del corredo anche una statua argentea, poggiante su una base cilindrica, donato da Camilla di Giovanni de Capite, il quale veniva esposto il giorno della festa di San Rocco. Tale scultura oggi è conservata per motivi di sicurezza nei Musi Civici di Palazzo Annunziata.

### Chiesa di San Gaetano

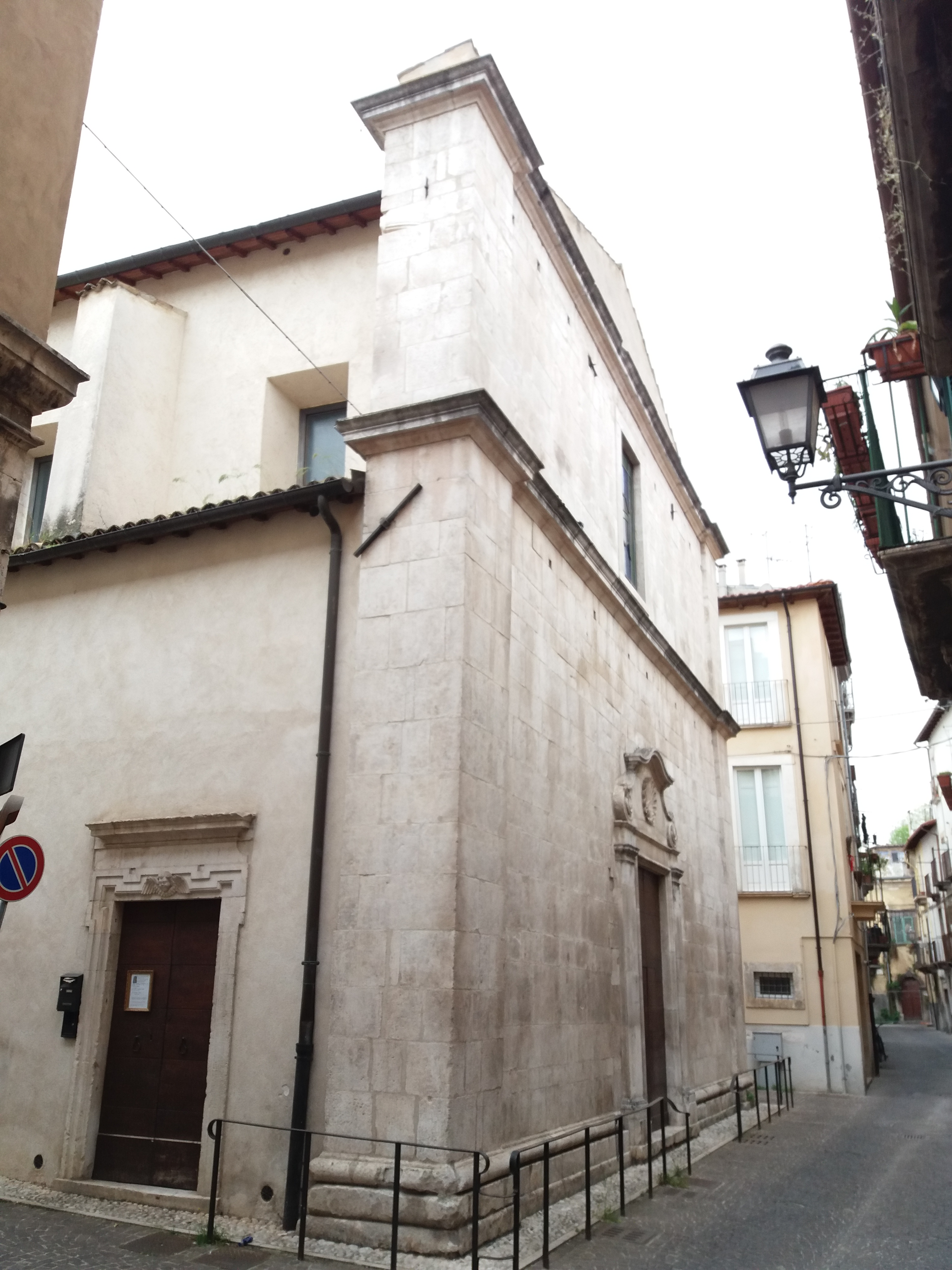
Chiesa di San Gaetano

Si trova in via Barbato, nel Sestiere Porta Romana. Fondata nell'alto Medioevo, era una delle chiese più antiche di Sulmona, col nome originario di "Santa Maria Intus" (ossia dentro le mura). Fu eretta sopra un edificio romano, come dimostrano dei ritrovamenti di una struttura dell'VIII secolo. Uno scavo archeologico del 1992 ha evidenziato la successione stratigrafica relativa di circa venti secoli nell'edificio, che comprende un'abitazione romana del III secolo d.C., l'elemento di maggior interesse. La chiesa attuale conserva poco dello stile medievale, essendo in forme barocche. La facciata è molto semplice, in pietra concia, inquadrata da cantonali e suddivisa in due livelli da una cornice modanata. L'asse mediano è sottolineato dall'elegante portale di pietra, rimaneggiato nel 1853 con lesene tuscaniche, architrave a coronamento mistilineo con volute, che accoglie al centro una conchiglia in rilievo. Il finestrone centrale è ornato nella cornice superiore da una testa angelica del 1739.
Sul muro perimetrale della chiesa è stato trovato un bassorilievo raffigurante una scena di transumanza, risalente al I secolo d.C., oggi conservato nel Museo Civico di Sulmona, e mostra un pastore con bastone ricurvo insieme al gregge e un carro con tre cavalli. L'interno di questa chiesa è molto semplice, in stile sobrio barocco a navata unica con volta a botte, cappelle laterali, delle quali l'ultima a destra del XVII secolo conserva una teca con reliquiario di San Gaetano Thiene.

### Chiesa di Santa Lucia e Grancia dei Celestini
Si trova sul corso Ovidio, presso Porta Napoli. Probabilmente faceva parte di un complesso più ampio delle suore Benedettine, dipendenti dall'abbazia di Santo Spirito al Morrone, luogo cardine dell'Ordine dei Celestini, appena fuori Sulmona. Il monastero fu poi chiuso nel 1406 a causa delle lotte familiari dei Merlino e dei Quatrario, sedate poi da San Giovanni da Capestrano; il complesso passò ai Celestini che lo tennero fino al 1656. Dopo il terremoto del 1706 la chiesa fu ricostruita, ma perse completamente il prestigio del passato, poiché non vi aperto più il monastero, e gli ordini si trasferirono altrove. La semplice facciata a coronamento orizzontale e muratura in pietra, presenta un portale in pietra a cornice modanata, sormontato da un piccolo scudo di pietra con le lettere N.G.V.M. (Natività della Gloriosa Vergine Maria).
A sottolineare l'asse mediano della facciata è una finestra rettangolare centrale, lungo la parete verso il corso c'è un portale murato di stampo romanico, con lunetta a tutto sesto, e in alto un bassorilievo dell'Albero della Vita con Adamo ed Eva, sormontati a loro volta da un pellicano con l'Agnus Dei. Il simbolo del pellicano fu adottato nel cristianesimo poiché si riteneva si strappasse le carni per darle in pasto ai piccoli in periodo di carestia. L'interno è a navata unica con soffitto a capriate lignee, arricchito da dipinti settecenteschi e statue di Sant'Antonio di Padova e Santa Lucia.
Addossato alla chiesa c'è la cosiddetta "Grancia dei Celestini", ossia il vecchio monastero del XIII secolo, fondato nel 1292 da Pietro da Morrone, e restaurato dopo l'abbandono nel 1992 da Antonio Donatelli. Il piccolo monastero ha un chiostro centrale con pozzo e doppio ordine di arcate ogivali con camminatoio, ed è oggi usato come bed & breakfast.

### Chiesa di Santa Caterina d'Alessandria

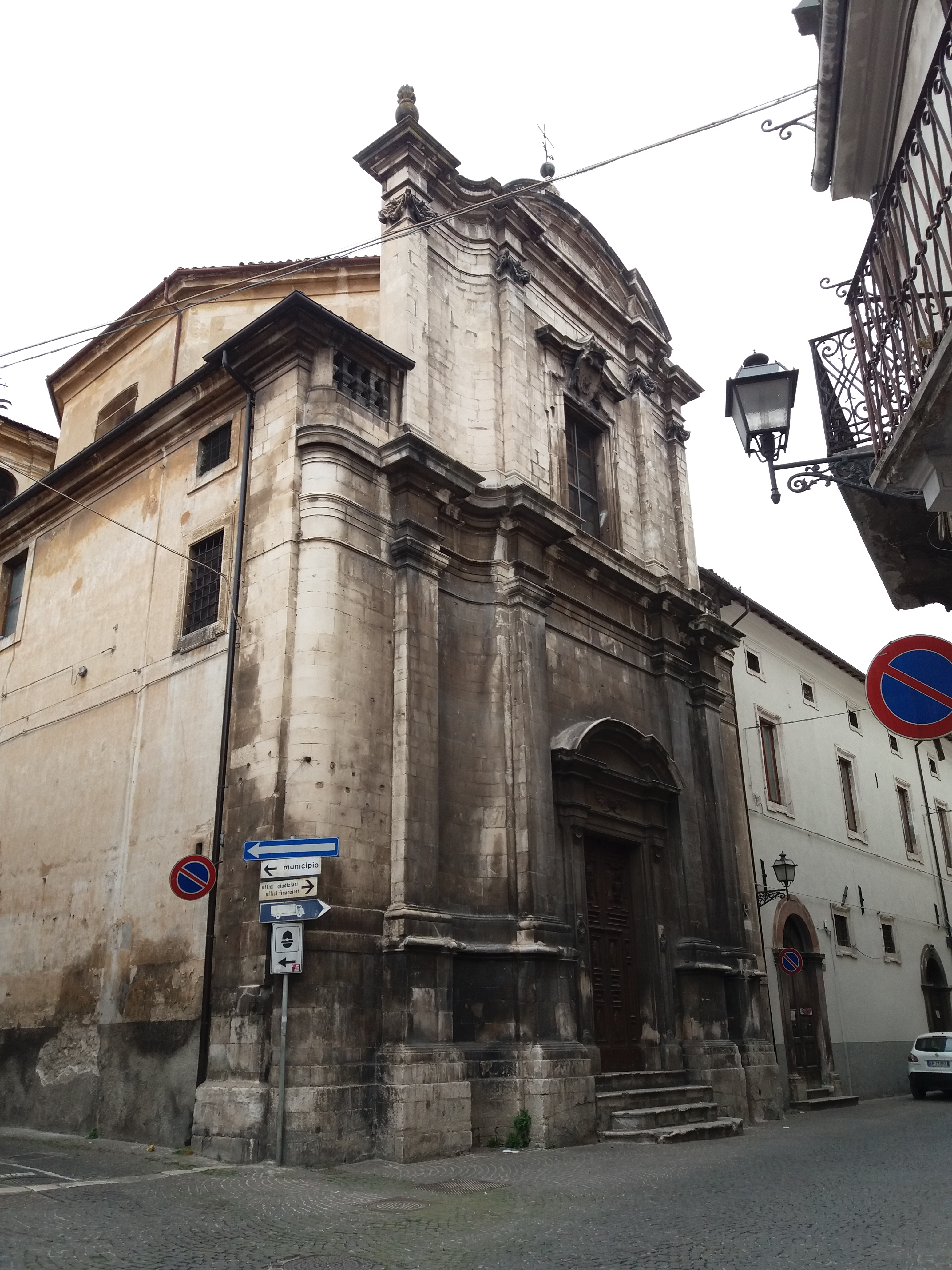
Chiesa di Santa Caterina

Posta attigua al teatro Maria Caniglia in via Giuseppe Andrea Angeloni, risale al XIV secolo, si trova nel Sestiere di Porta Manaresca. Costruita nel 1325 con il convento domenicano per le educante donne, fu restaurata nel XV secolo dal barone Pietro Giovanni Corvi. Questo apparato rinascimentale fu distrutto nel 1706, e la chiesa ricostruita in forme barocche attuali. Nel XIX secolo il complesso d'avviò verso un lento declino, finché nel Novecento il comune, con la soppressione dell'ordine domenicano femminile, acquistò la struttura destinandola ad edificio scolastico, con alcuni ambienti riservate alle suore rimanenti. La chiesa concessa nel 1967 all'Accademia Cateriniana di Cultura, svolse per un certo periodo la funzione di auditorium.
Il prospetto principale in pietra concia, è caratterizzata dall'andamento curvilineo del profilo, realizzato attraverso brevi concavità laterali, da cui aggetta il corpo centrale, protendendosi verso lo spazio urbano antistante. La facciata si articola su due livelli, quello inferiore da cui si diparte un doppio ordine di paraste composite su alto basamento, e quello superiore con paraste ioniche, che sorreggono in alto il coronamento di facciata a timpano semicircolare spezzato dietro il quale fa capolino il tiburio ottagonale della cupola ellittica. La parte mediana è rimarcata dall'elegante portale con ordine a fascia e timpano semicircolare spezzato che riecheggia, la soluzione del coronamento e dal sovrastante finestrone con cornice modanata, timpano triangolare a profilo curvilineo che accoglie il simbolo della ruota dentata, strumento di tortura di Santa Caterina. L'interno ha pianta ellittica, unico esempio sulmonese, con ingresso in corrispondenza dell'asse maggiore e due profonde cappelle lungo quello minore, che nell'insieme conferiscono un aspetto cruciforme. Anche la cupole è ellittica, costruita da Ferdinando Fuga.
La decorazione in stucchi è molto fastosa, pennacchi ornano la cupola, con dipinti della "Gloria di Santa Caterina -Allegorie della Virtù - Quattro Evangelisti", del pittore Giambattista Gamba.
L'altare maggiore è di maestranze di Pescocostanzo, realizzato nel 1735-69, decorato dalla pala con immagine della santa dedicataria. Presso una cappella ci sono i sepolcri della famiglia sulmonese Corvi, che finanziò la ricostruzione della chiesa. Del pittore Vincenzo Conti sono la tela della "Madonna del Rosario", e nell'interno si trovano di rilievo anche una statua della santa del XV secolo, recentemente traslata nel Museo Civico dell'Annunziata, balaustre lignee con organo monumentale intagliato da Ferdinando Mosca.

### Chiesa conventuale di San Domenico

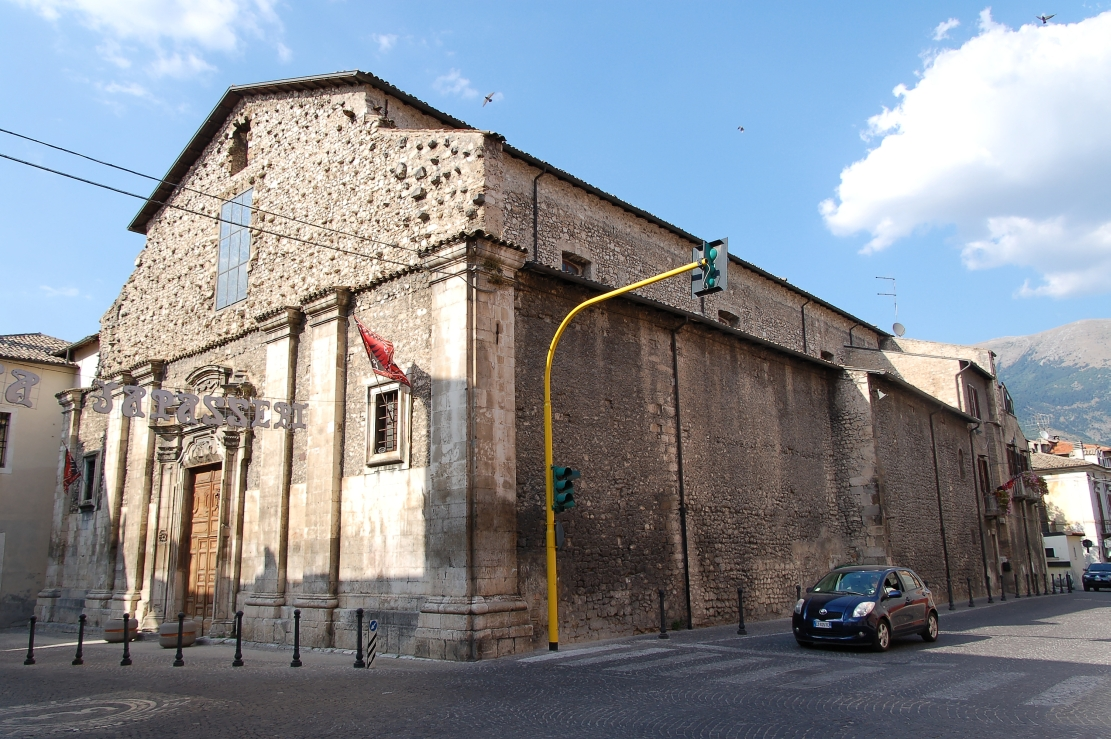
Chiesa di San Domenico

Si trova nel Distretto di Porta Iapasseri, nell'omonima piazzatta. Fu costruita nel 1280 per volere di Carlo II, inizialmente dedicata a San Nicola di Bari. Il convento compreso nel complesso monastico dei Domenicani comunicava con quello vicino di Santa Caterina d'Alessandria, usato per le monache donne, e fu ampliato nel XV secolo grazie alle offerte di Giovanna II di Napoli e di Ludovico da Taranto, arricchito di una vasta biblioteca. Nel 1815 l'ordine fu soppresso, la biblioteca fu spostata nel palazzo comunale.
Il complesso oggi si presenta manomesso a causa dell'incompiuta ricostruzione post terremoto 1706, come dimostra la facciata principale. Il tempio conserva la pianta rettangolare a tre navate, la facciata ha un paramento a conci squadrati che arriva e metà dell'asse: soltanto la parte del primo piano è stata ricostruita in stile neoclassico con il portale a timpano curvilineo. Esso è decorato da una scultura dell'Agnello Mistico che porta la croce, sormontato da una rosetta a quattro petali, simbolo dell'ordine Domenicano.
L'interno ha tre navate con arcate a tutto sesto, sostenute da robusti pilastri quadrati. Il fonte battesimale si trova all'ingresso, realizzato nell'800 da don Vincenzo Pantaleo; lungo le pareti sono collocati numerosi altari, con tele settecentesche, e di antico c'è una pala d'altare umbra del XVI secolo raffigurante la "Deposizione", successivamente traslata nel Museo diocesano, in seguito al terremoto del 2009.

### Chiesa di San Pietro

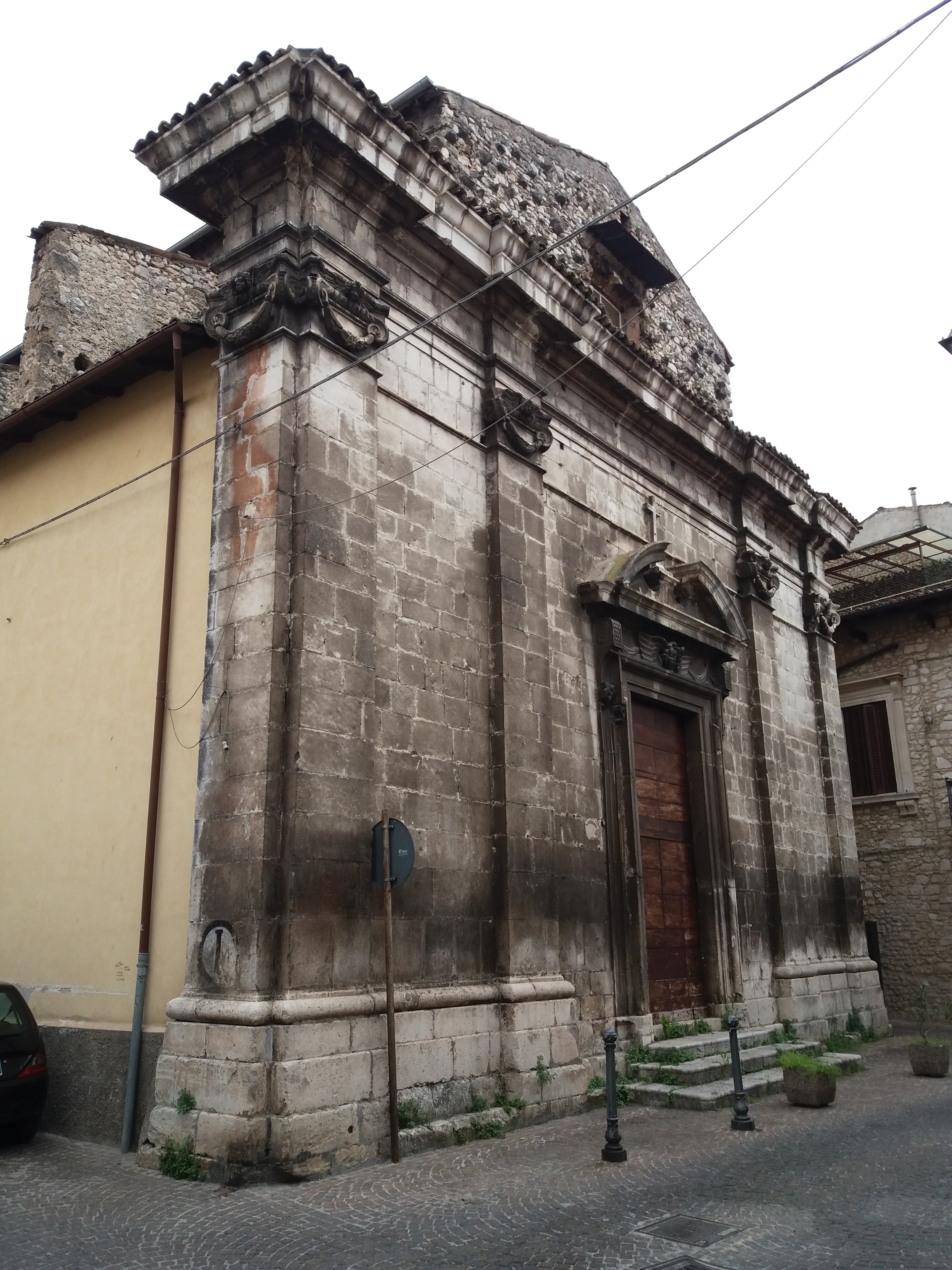
Chiesa di San Pietro

Fa parte della parrocchia di Santa Maria ad Nives, situata in via Corfinio, nel Sestiere Porta Filiamabili, e ha origini medievali, del 1266. Essendo una chiesa molto modesta, quando venne danneggiata nel 1706 venne abbattuta e ricostruita ex novo. Parte della facciata rimase incompiuta, come per l'esempio di San Domenico. Nel 1748 la chiesa divenne parrocchia, assorbendo l'antica chiesetta di San Silvestro.
La facciata è in pietra concia, tripartita da un ordine di lesene ioniche, che inquadrano al centro il portale. Esso è posto su tre gradini e presenta un fornice rettangolare con cornice modanata, inquadrato inoltre da un ordine a fascia, sormontato infine da mensole che sorreggono un timpano spezzato, decorato da croce. L'architrave è occupato dal bassorilievo di una testa angelica con ali. L'interno è a navata unica, con volta a botte, sei cappelle laterali, in controfacciata si trovava una cantoria con organo, andato distrutto nel 1706.

### Chiesa di Santa Maria ad Nives
Situata in via Corfinio, la chiesa avrebbe origini cinquecentesche, ma non è certa la data di edificazione, poiché il tempio fu completamente ricostruito dopo il sisma del 1706. Sulla porta d'ingresso furono poste le insegne della famiglia Merlini del Seicento. Le tre lettere incise M.E.P. potrebbero significare "Merlinorum erat Parochia".
La facciata intonacata e delimitata da due massicci cantonali in pietra, è divisa in due livelli da cornice; il portale presenta al centro dell'architrave una testina angelica di altorilievo, e sopra una mostra con cornice a campana, che contiene un affresco rinascimentale. Al centro della parte superiore si apre una semplice finestra rettangolare in pietra, alla quale si aggiungono altre tre finestre di eguale forma su entrambi i muri perimetrali
La chiesa ha dimensioni semplici, con aula unica: l'altare lungo la parete di fondo è affiancato da due nicchie. Oltre a un pregevole corredo liturgico, vi si conserva un gruppo scultoreo raffigurante la "Fede e la Carità", opera del XX secolo, realizzata con l'utilizzo di diversi materiali, realizzata da Giovanni Feneziani. La tecnica della lavorazione del cemento e del ferro, utilizzata per le figure, si ritrova frequentemente nelle opere di Feneziani conservate anche in altre chiese della provincia aquilana.

## Chiese del centro nuovo e delle frazioni
L'elenco comprende le parrocchie e gli edifici di culto presenti intorno alle mura di Sulmona, nella zona di espansione sud nel quartiere dell'ospedale, nella zona nord-ovest della ferrovia e della vecchia zona industriale della Confetteria Pelino, e nella zona est di Piazzale Capograssi, sede degli uffici amministrativi principali e del Tribunale.

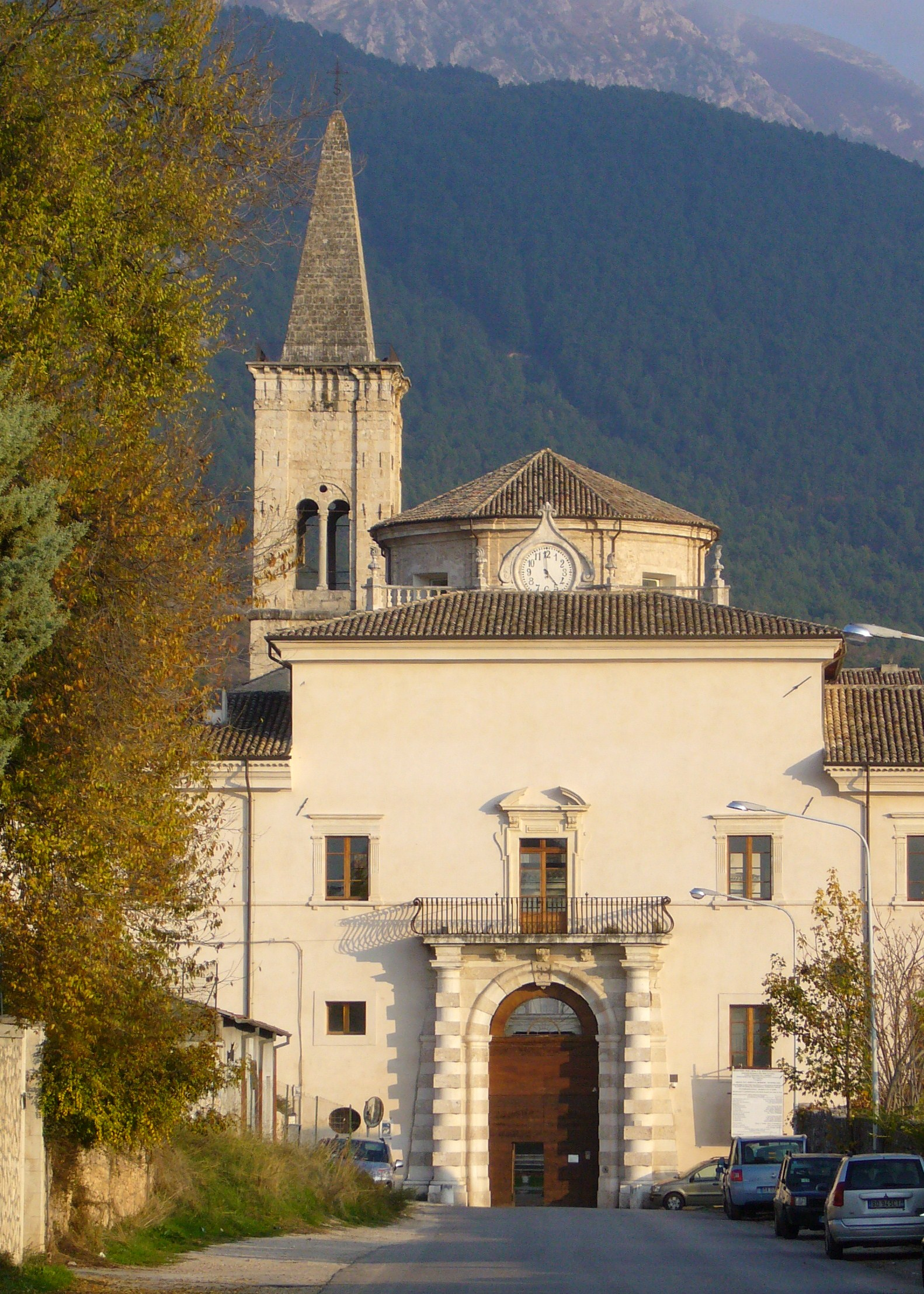
Ingresso dell'abbazia di Santo Spirito al Morrone

Le successive chiese si trovano nelle diverse frazioni che circondano la città, tra cui contrada Badia, dove si trova la nota Abbazia di Santo Spirito, fondata da Celestino V.

### Chiesa di San Francesco di Paola e Convento dei Cappuccini

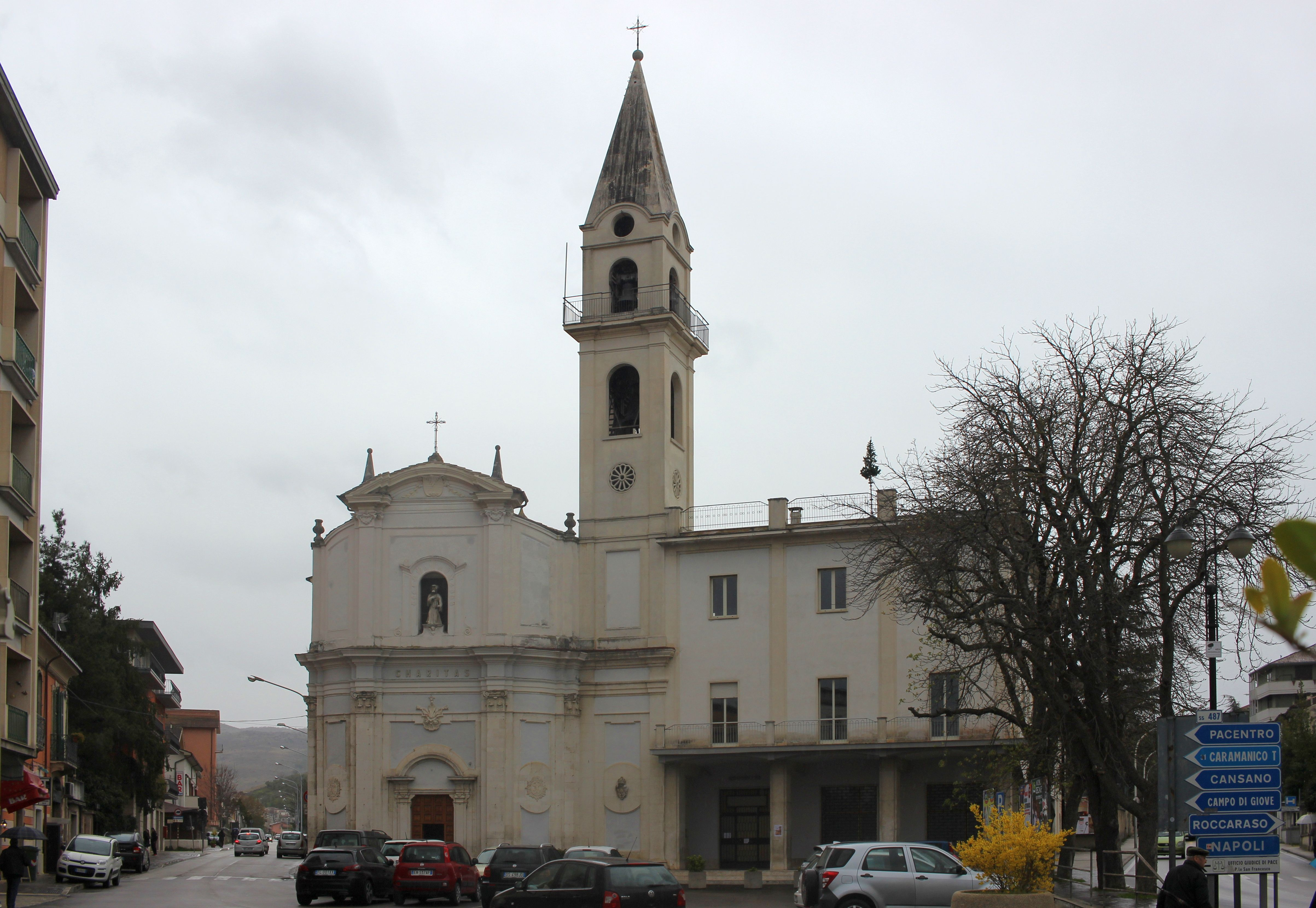
Chiesa di San Francesco da Paola

Situata in viale Mazzini, nel quartiere dell'ospedale, fu costruita nel 1620 dai Padri Paolotti, che ricevettero il terreno dal comune. Il capitano Vincenzo De Benedictis ampliò l'edificio nel 1662, donandolo all'Ordine dei Minimi, e fu ricostruito dopo il 1706, riconsacrato nel 1742. A causa delle precarie condizioni economiche, i Paolotti cedettero la chiesa nel 1770, che divenne la principale cappella delle funzioni cimiteriali, insieme al terreno. I Cappuccini nel 1866 dovettero lasciare il convento di San Giovanni, e rilevarono nella loro proprietà il Convento e il vicino orto, dove si stabilirono. La chiesa però, custodita da un eremita, rimase di proprietà del vescovo fino al 1906. A partire da tale data il Vescovo di Sulmona, Mons. Nicola Iezzoni, affidò ai Cappuccini la cura pastorale della chiesa.
La chiesa ha un prospetto barocco con l'andamento curvilineo della facciata, diviso in due campate di diversa altezza, tripartito da un doppio ordine di lesene. Al centro della porzione inferiore il portale architravato è sormontato da una lunetta poggiante su slanciate lesene che si protendono in alto con pulvini. Nei settori laterali fiancheggiano il portale due ovali con lo stemma dei Minimi con la scritta "Charitas". Al centro della campata superiore in una nicchia c'è la statua del santo dedicatario, e un timpano mistilineo con croce sommitale funge da coronamento del settore mediano del prospetto.
In posizione arretrata si trova lo slanciato campanile del 1966, in stile falso barocco, alto 30 metri, traforato da due ordini di monofore su ciascuno dei lati. L'interno è a croce latina di gusto barocco: l'apparato decorativo in stucco e le superfici in finto marmo sono da riferirsi a interventi ottocenteschi. In controfacciata si trova l'organo ligneo con balaustra decorata da specchiature. La navata è affiancata da due cappelle laterali del transetto, gli altari sono dotati di mostre elaborate. La volta a botte lunettata, le pareti e il transetto sono decorati da dipinti con storia della vita di San Francesco di Paola, realizzati nell'Ottocento da Vincenzo Conti.

### Convento di Sant'Antonio di Padova
Sempre situato nel rione dell'ospedale tra viale Mazzini e via Sant'Antonio, fu realizzata con l'antico nome di San Nicola della Forma, citata nel catasto del 1376; il convento antoniano con l'ospedale fu realizzato nel 1443 per volere di San Giovanni da Capestrano, quando intervenne per sanare le lotte intestine tra le famiglie Merlino e Quatrario. Il convento fu affidato ai Padri Zoccolanti, a cui seguirono i Riformati nel 1592. Benché danneggiato nel 1706, il convento visse sempre un periodo di grande sviluppo, e si dotò anche di infermeria e di biblioteca, e riconsacrata nel 1740. Il decreto di abolizione degli ordini religiosi del 1809 comportò la chiusura della struttura monastica, usata come caserma delle milizie, lasciando soltanto la chiesa aperta al culto. Nel 1815 il convento fu riaperto per essere nuovamente chiuso nel 1866 con il decreto di Vittorio Emanuele II: il convento divenne carcere giudiziario, attivo fino al 1891, noto col nome di "San Pasquale". Quando il nuovo carcere fu costruito, i locali del convento sono diventati una sezione distaccata dell'Archivio di Stato di Sulmona-L'Aquila.
La facciata della chiesa è frutto di una ricostruzione seguita al sisma della Majella del 1933, rispettando tuttavia i canoni classici dell'architettura romanico-monasteriale abruzzese. La campata inferiore è coperta da un portico, composto da cinque arcate a tutto sesto. Il portale settecentesco è inquadrato da un'elegante cornice modanata in pietra e da un ordine a fascia sormontato da mensole; il timpano spezzato accoglie un'edicola fatta realizzare dalla famiglia Mazzara, che ebbe il patronato della chiesa nel Settecento.
La pianta interna a croce latina con unica navata è coperta da volta a botte lunettata e cupola presso il presbiterio. Le pareti sono scandite da lesene dipinti a finto marmo, con capitelli corinzi dorati; gli affreschi e le decorazioni fanno parte del rimaneggiamento tardobarocco dell'Ottocento. L'organo ligneo monumentale si trova in controfacciata, realizzato dalla famiglia Fedeli di Camerino (1756); la cantoria in legno fu decorata con dipinti da Crescenzio Pizzala con intagli, fregi e dorature. Lungo la navata si susseguono tre cappelle con gli stemmi nobiliari, frutto dei patronati concessi nei secoli. La prima cappella di sinistra è la più pregevole, dedicata all'Immacolata. l'11 novembre 1684 il maestro Giuseppe di Cicco di Pescocostanzo si impegnarono con alcuni componenti dei Mazzara a realizzare l'altare monumentale, il coro con 34 stalli e le statue di San Pasquale e San Giovanni di Capestrano, commissionate dagli stessi Mazzara.

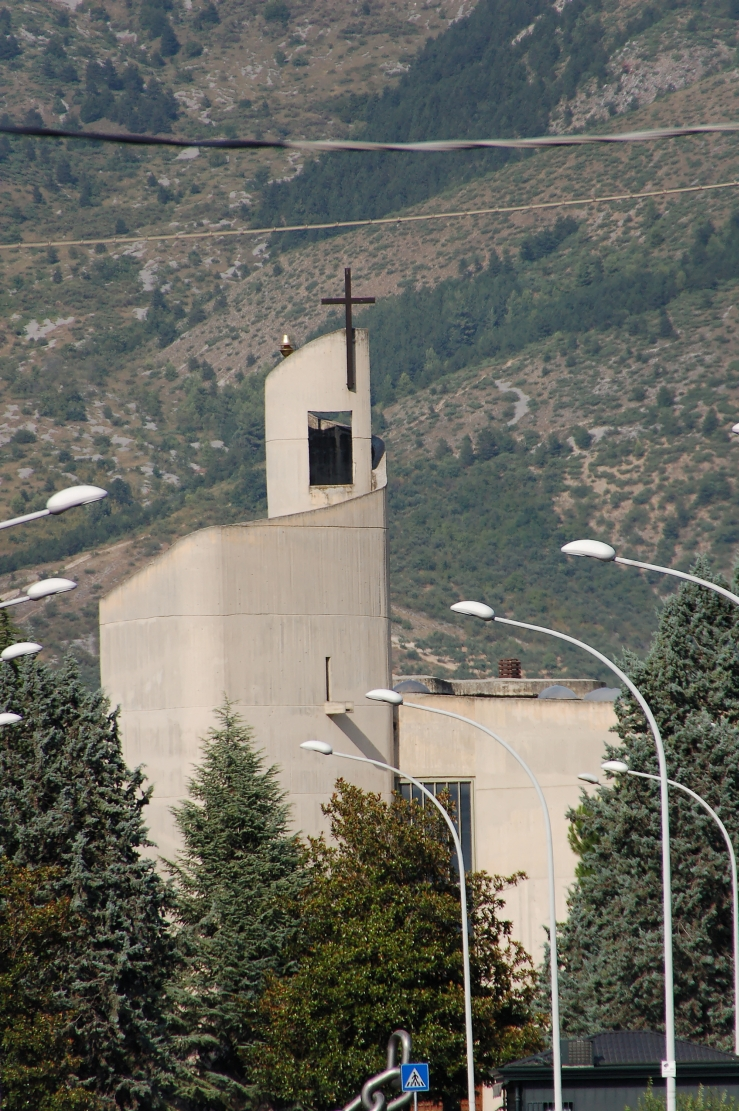
Chiesa di Cristo Re

### Chiesa di San Giovanni Evangelista
Il primo luogo dei Cappuccini fu fondato fuori le mura, situato lungo viale Cappuccini. Il convento fu lasciato nel 1660 a causa del clima insalubre, e i frati si spostarono nella chiesa di San Giovanni presso "Portam Latinam", ossia Porta Pacentrana. La chiesa di San Giovanni esisteva già nel XV secolo, come dimostra la facciata, e fu ampliata nel Seicento in stile barocco, e i frati vi celebrarono 8 capitolo provinciali. Nel 1866 con la soppressione degli ordini, il convento passò al demanio, e i frati dovettero lasciarlo, trasferendosi presso la chiesa di San Francesco di Paola.
Tentativi infruttuosi di riapertura ci furono nel 1885, quando i frati si stabilirono presso Porta Napoli, comprendono i terreni di San Francesco di Paola. Nella nuova sede fu celebrato il capitolo provinciale del 21 maggio 1897 che rielesse Ministro il Padre Giuseppe Incani. Negli anni successivi i Cappuccini poterono far ritorno nell'antico convento di San Giovanni, oggi immerso nella zona di espansione nord-est.
Il convento ha pianta rettangolare con un grande edificio usato come chiostro e alloggio dei padri, e la struttura della chiesa a pianta longitudinale. Il sagrato ha una croce stazionaria centrale, la facciata a salienti è nello stile rinascimentale abruzzese, con un portico ad arcate alla base. Il campanile è del 1962, realizzato in mattoni, rispettando lo stile antico delle torri abruzzesi.
L'interno è a navata unica, conservando lo stile sobrio del primo barocco seicentesco, che si è semplicemente adeguato all'antica pianta medievale con decorazioni di stucchi presso le volte a crociera. L'altare in legno e il prezioso tabernacolo furono eseguiti durante il provincialato del padre Angelo Urbanucci di Bucchianico, secondo la testimonianza di Filippo Tussio; autore fu frate Andrea da San Donato con aiuti. Il Chiaverini riporta una notizia secondo cui il tabernacolo fu realizzato nel 1674 dai marchigiani frate Giuseppe da Patrignano e frate Ludovico, mentre era provinciale il sulmonese padre Alessandro Sardi. Appartiene alla tipologia A, presentando particolarità stilistica degna di rilievo: ha influssi che lo avvicinano ai cibori marchigiani, specialmente nel secondo ordine: lo schema piramidale a due ordini conclusi da cupoletta a cipolla fa rientrare facilmente l'esemplare sulmonese nella tipologia corrente. Secondo Fucinese però la mancanza di colonnine tortili sostituite con quelle del fusto liscio, e una certa sobrietà decorativa fanno pensare a una datazione tarda, alla fine dei Seicento o gli inizi del Settecento.

### Chiesa di Cristo Re
Chiesa principale della zona moderna sulmonese, che si affaccia in Piazza Capograssi. Fu realizzata nel 1973 da Carlo Mercuri, concepita come uno spazio chiuso delimitato da un soffitto piano e da un muro in cemento a vista, che si snoda lungo un perimetro sinuoso, con anse e scissure. Un nastro continuo che determina spazi concavi e convessi, nicchie e pilastri; un cilindro a generatrice fantastica che crea un gioco chiaroscurale negli ambienti interni come all'esterno, positivi e negativi.. L'illuminazione è realizzata seguendo due principi: dall'alto gruppi di cilindri disposti a rosoni, coperti esternamente con lenti di perspex a doppia parete lasciano vedere il cielo; lateralmente dove in alcuni punti la parete si spezza e si raddoppia il creando delle asole, alcune vetrate strette e alte lasciano filtrare la luce di intensità e tono variabile a seconda dell'ordinamento e dell'altezza del sole.

### Chiesa di Maria SS. Ausiliatrice
Posta in via San Polo, è stata inaugurata il 2 ottobre 2010, progettata dall'ingegnere Pietro Pascucci Tiribassi. La chiesa ha un impianto abbastanza classico, preceduto da un sagrato con portico, che si collega all'edicola a capanna che precede il portale di accesso, attaccata alla facciata bianca. L'insieme è stato realizzato in cemento e mattoni rossi, bicromia presente anche nell'interno a navata unica con abside semicircolare. Il gioco è dato proprio dall'alternanza di questi due colori che creano forme geometriche varie, presenti soprattutto nelle finestre. Presso l'altare c'è attaccato al muro un Crocifisso.

### Chiesa del Santissimo Crocifisso
Posta in via Gorizia, ha origini seicentesche, ricostruita dopo il terremoto del 1706 in stile tardo barocco, con facciata neoclassica, riparata dopo il terremoto della Marsica del 1915 che l'ha profondamente danneggiata. L'impianto è a croce greca con abside allungata, la facciata neoclassica è inquadrata da paraste ioniche, il portale sovrastato da lucernario presso la ricca cornice curvilinea. La facciata termina con un ampio frontone e architrave a timpano triangolare. L'interno è a navata unica con semplici stucchi barocchi, e intonaco di colore giallo. Tra le opere di rilievo ci sono le tele di San Francesco col Bambino - Madonna col Bambino - Sacro Cuore di Gesù.

### Frazioni

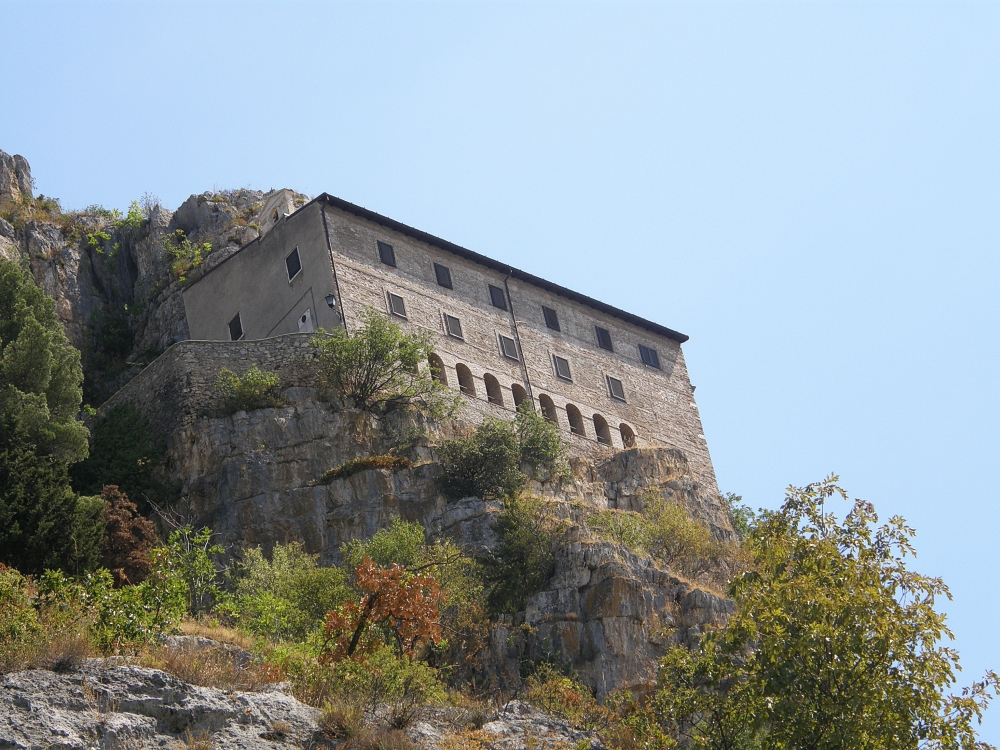
Eremo di Sant'Onofrio

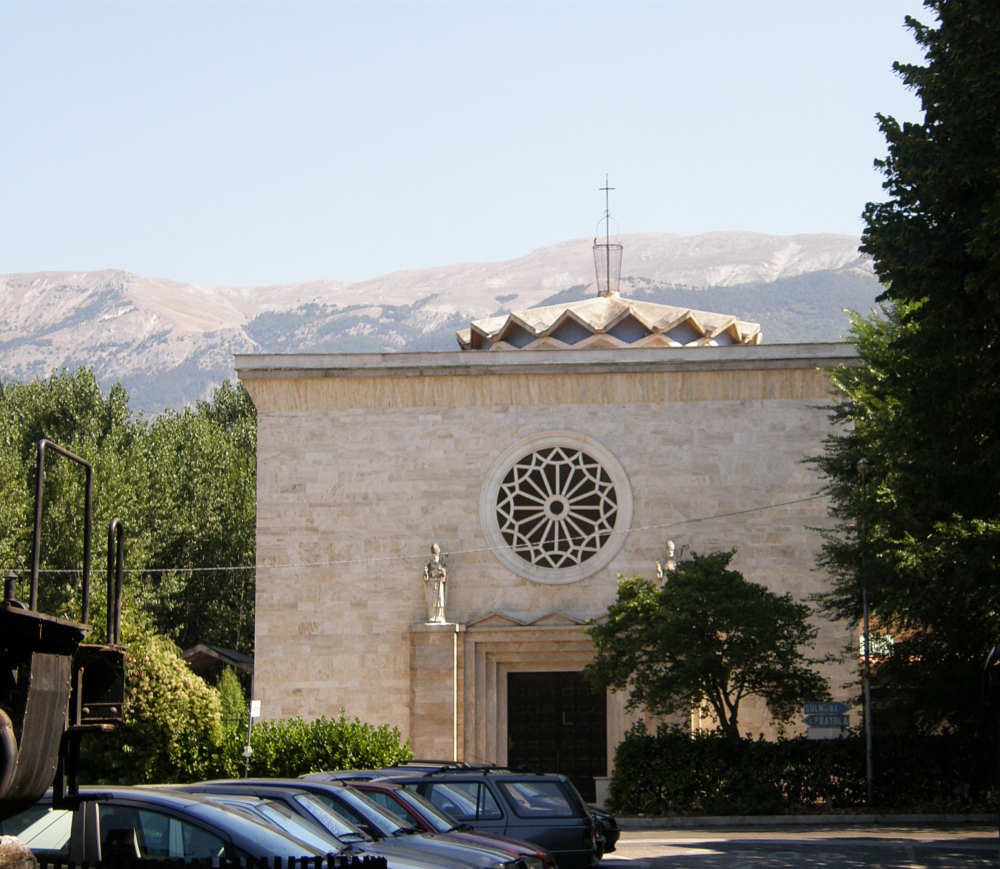
Chiesa della Madonna Pellegrina

- Eremo di Sant'Onofrio al Morrone: fu fondato nel 1293 da Pietro da Morrone, che lo dedicò all'eremita Sant'Onofrio. Si trova a 600 metri di altezza, conficcato sulla parete rocciosa del Monte Morrone, e si affaccia sulla valle Peligna. Nell'agosto 1294 Pietro fu raggiunto presso l'eremo dai legati del conclave, insieme al sovrano Carlo II di Napoli per annunciargli l'elezione a pontefice. Dopo la rinuncia al papato, Celestino V tornò presso l'eremo, abbandonato nella sua fuga nel 1295 per scampare all'ira di papa Bonifacio VIII. L'eremo successivamente fu frequentato da vari pellegrini e asceti, fino alla soppressione dell'ordine dei Celestini, la cui sede era la Badia Morronese. Nonostante le ristrutturazioni, l'eremo mantiene le caratteristiche originarie: un breve passaggio immette in un piazzale dal quale si accede alla chiesa principale, costruita sopra la cappella e la grotta di Pietro Angelerio. La chiesa è molto semplice, in stile barocco, con affreschi quattrocenteschi ritraenti Cristo Re e San Giovanni Battista.
In corrispondenza della parete di fondo si trova l'oratorio originale di Celestino V, insieme alle celle degli eremiti e alla grotta naturale. La piccola cappella è rivestita da affreschi di un certo "Magister Gentilis", che rappresentano la Crocifissione, la Madonna e San Giovanni Minore; nella lunetta sovrastante è dipinta la Madonna col Bambino su un fondo azzurro decorato da stelle. Sulla parete di sinistra si trova un affresco rinascimentale ritraente San Pietro Celestino in abito monastico e mantello bianco, con tiara papale e la palma del martirio.
- Eremo di Santa Croce al Morrone: si trova in cima al Morrone, a 1379 metri sul livello del mare, raggiungibile da località Colle delle Vacche. Il tempio originario fu eretto nel XIII secolo per volere di Pietro da Morrone, che vi si ritirò più volte in meditazione; è plausibile che fosse un romitorio, successivamente ampliato in cenobio. Il piccolo edificio è in pietra, con coronamento a profilo mistilineo, curvo al centro e orizzontale alle estremità. L'ingresso è costituito da una semplice apertura ad arco ribassato, chiuso da una cancellata. Sulla parete di sinistra si notano tracce di un secondo ingresso. L'interno a navata unica ha volta a botte, mentre sul lato opposto dell'accesso ci sono i resti di una mensa sopra una finestrella.
- Chiesa della Madonna Pellegrina: si trova presso la stazione ferroviaria, ed è una costruzione moderna che rispecchia tuttavia i canoni del classico romanico abruzzese. Ha pianta rettangolare con la facciata in marmo bianco, portale con cornice a dentellature, affiancata dalle statue di S. Panfilo e S. Pelino poggianti sopra piedritti. Il portale è sovrastato da un rosone a raggiera in asse centrale. L'interno ha navata unica ed è in interamente rivestito in intonaco bianco: la luce filtra da alte e strette finestre presso il presbiterio, inquadrato da un arco trionfale, dove si trovano l'organo e sopra di esso la statua della Madonna col Bambino.
- Chiesa di San Pietro Celestino: in contrada Bagnaturo, è una chiesetta settecentesca realizzata su una preesistente, come dimostra il portale romanico manomesso nella ricostruzione dopo il 1706. La semplice facciata è a coronamento orizzontale, le finestre si aprono lateralmente, l'interno a navata unica è piuttosto sobrio, con pochi stucchi.
- Chiesa della Madonna Addolorata: sempre in contrada Bagnaturo, è una chiesa del tardo Ottocento a pianta rettangolare con abside semicircolare, e facciata a coronamento orizzontale, in stile barocco con portale a timpano triangolare, due nicchie cieche presso la sommità, e un piccolo campanile a vela.

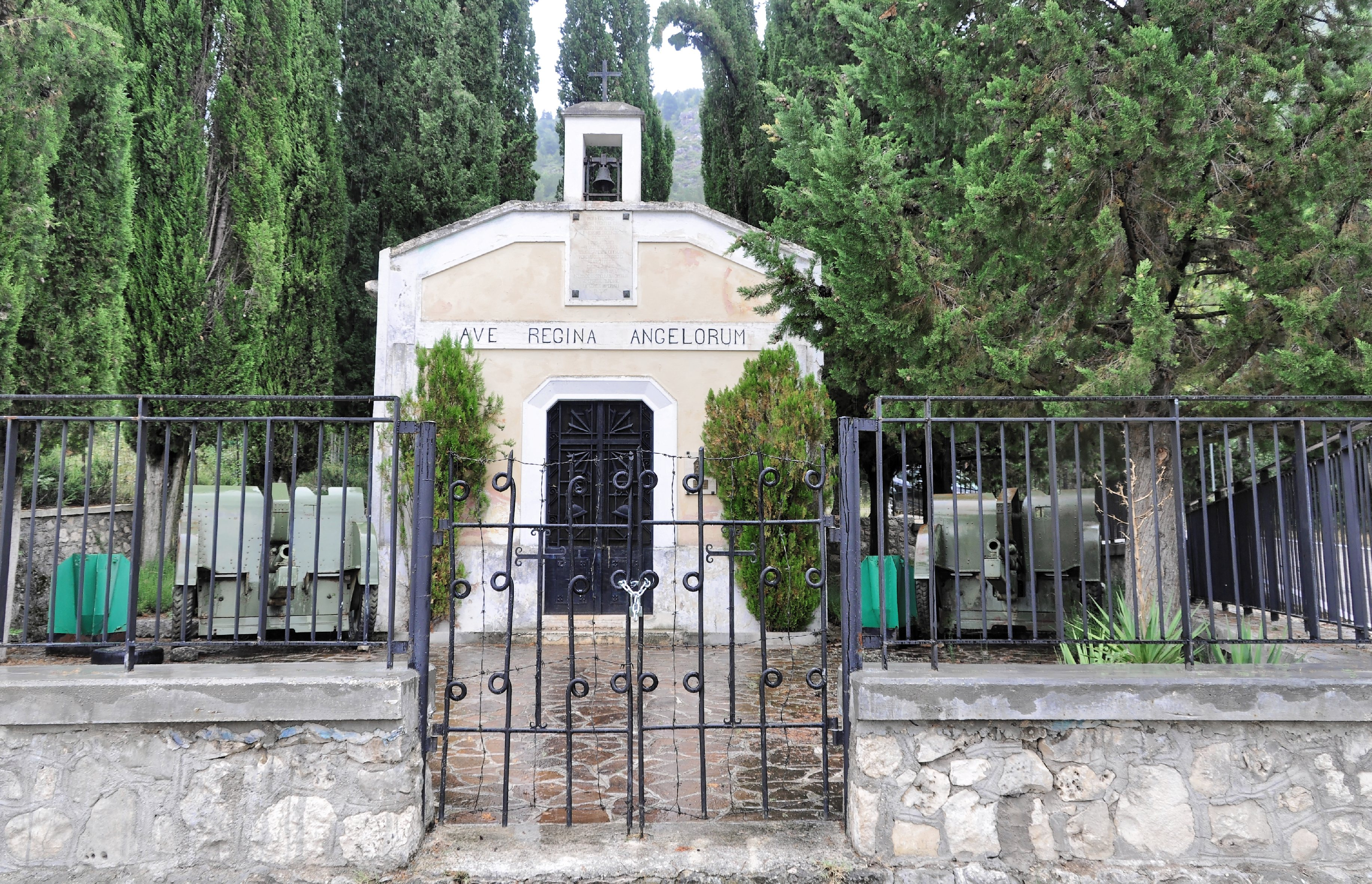
Chiesa di Santa Maria degli Angeli, sacello dei Caduti.

- Chiesa di Santa Maria dell'Incoronata: si trova nella località omonima, fondata nel XVI secolo dai Cappuccini su una preesistente chiesa dedicata a Santa Maria della Croce insieme all'oratorio di San Girolamo. La data di fondazione risale al 1575, la struttura all'inizio era assai modesta, ampliata poi grazie alla munificenza del barone Pompeo Tabassi, che usò materiale di spoglio dalla vicina chiesa di San Pietro in Terrazzano. La nuova intitolazione della chiesa è da attribuirsi alla venerazione dei transumanti di Puglia che giungevano da quelle parti mediante il tratturo, dopo l'apparizione avvenuta nella zona foggiana nel 1001. Nel 1658 i Cappuccini si trasferirono dalla chiesa poiché troppo isolata, situata in un luogo insalubre, e preda del brigantaggio, nel 1706 il sisma della valle Peligna distrusse il tempio che venne riedificato in stile barocco nel 1718 a spese dei proprietari i baroni Mazzara.
Il prospetto della chiesa è molto semplice, a coronamento orizzontale, con pianta a croce greca. Il settore mediano è caratterizzato dalla presenza di un semplice portale modanato, due piccole finestre quadrotte con cornici modanate assicurano l'illuminazione interna, insieme al finestrone centrale. L'interno non ha elementi di particolare pregio, in quanto improntato sulla semplicità delle chiese campestri. Presso il presbiterio c'è una cupola con lanternino cilindrico, su quattro pennacchi su cui sono dipinti altrettanti stemmi della famiglia Mazzara. Presso l'altare c'è un dipinto del XVII secolo della Vergine Incoronata di autore ignoto, che ricorda l'apparizione della Madonna al conte Guevara nel Bosco di Cervaro in Puglia.
- Chiesa di Santa Maria in Arabona: antica chiesa situata su via Arabona, nota anche come "Santa Maria in Pietrafitta". Nel 1250 divenne sede dei Cistercensi, stabilitisi anche nell'abbazia di Santa Maria Arabona a Manoppello, della quale la piccola cappella era sotto giurisdizione. L'antica chiesa, prima dell'arrivo dei Cistercensi, era nota come "Santa Maria dei Corboni" presso piana Montagnano. I monaci abbandonarono l'edificio nel 1607, subendo un lento degrado, fino alla rivendicazione dei Padri Carmelitani, che la ristrutturarono, rimanendovi fino al 1634, quando si trasferirono in centro a Sulmona, presso l'attuale parrocchia del Carmelo.
La facciata si presenta ancora nello stile gotico cistercense, a coronamento orizzontale, caratterizzata dal portale ogivale, con capitelli a motivi vegetali, chiuso da una lunetta dove si trovava un affresco. In asse c'è un oculo circolare, ciò che rimane dell'antico rosone. L'interno è a navata unica con copertura a capriate lignee, presentando sulla parete di fondo l'altare affiancato da due aperture, sormontate da tele che rappresentano il Sacro Cuore e San Giovanni da Capestrano. Sulla parete destra c'è un quadro della Visitazione.
- Chiesetta di Santa Maria di Roncisvalle: piccola cappella presso la fontana omonima, nella periferia ovest del centro antico. Il nome deriverebbe secondo la leggenda a un episodio di battaglia tra gli abitanti sulmontini e di Pescocostanzo. Appartenne agli Agostiniani dell'ordine di Santa Maria di Roncisvalle, e nel corso dei secoli fu nota con vari nomi: "Santa Maria Lungis Valle - Rosa de Vallis - Santa Maria Giovanna", e le sue origini risalgono al XIII secolo, eretta forse sopra un tempio romano. Nel 1392 l'ospedale fu incorporato nel complesso dell'Annunziata, e divenne meta di pellegrini, e vi si fermò anche papa Paolo III, riconoscendo il potere miracolo dell'icona di Santa Maria. Alla facciata nel Settecento è stato aggiunto un portico con volta a botte lunettata; l'unico arco di ingresso in conci squadrati è a tutto sesto, con lo stemma della città sulmontina, e poggi su stipiti con capitelli a foglie d'acanto, abaco con decorazione a punta di diamante e semplice cornice finale. Attualmente è chiuso da un cancello di ferro, e permette l'ingresso all'interno a navata unica rettangolare con volta a botte lunettata, decorata da un disegno della Madonna col Bambino.
- Chiesa di Santa Lucia: in contrada Marane, è la cappella dell'antico Casino Pantano. La costruzione è settecentesca, anche se l'impianto antico risalirebbe al 961 d.C. Infatti è citata in documenti del 1056 e del 1188, riportata poi nel catasto cittadino del 1376. Nel 1673 frate Pietro da Tione d'Abruzzo vi svolse il suo eremitaggio; la cappella poi fu riedificata nel 1756 dal mercante Domenico Cattaneo.
Sulla chiave d'arco del portale sono riportate le iniziale del committente, per l'appunto. L'intero a navata unica mostra un altorilievo murato sulla parete destra, rappresentante la santa tra due figure oranti.
- Chiesa di San Giuseppe: nella periferia della parte nuova di Marane, è una chiesa tardo ottocentesca a pianta rettangolare con facciata a capanna, decorata da fasce in bugnato neogotico, portale ogivale con oculo centrale in alto, dove oggi si trova un orologio. È probabile che la chiesa abbia origini più antiche, come dimostra l'affresco sulla lunetta del portale, ma il rimaneggiamento neogotico è stato molto massiccio.
- Grotta di Sant'Angelo in Vetulis: situata nella campagna tra Sulmona e Pacentro, la strada regionale 487, è un sito religioso molto antico, risalente all'epoca longobarda, quanto questa popolazione scelse come santo rappresentativo San Michele Arcangelo. Alcune decorazoioni confermano questa tesi, come il motivo del pesce e della clessidra, incisi sugli archivolti della zona presbiteriale del luogo sacro. Il primo documento che cita la chiesa è del 1170, quando il tempio faceva parte della giurisdizione della Cattedrale di San Panfilo, donata dal conte di Palena Malletrio di Manario. Nonostante sia immersa nella vegetazione, è una delle più antiche testimonianze architettoniche religiose dell'Alto Medioevo abruzzese. L'incuria ha fatto cadere la chiesa in semi abbandono, con solo l'interno abbastanza conservato: internamente ha tre navate, coperte da un tetto ligneo oggi scomparso, che formavano con le colonne tre arcate in pietra per ciascuna navata. La zona presbiteriale è stata scavata nella roccia, don resti di un'edicola settecentesca che fungeva da altare. Sul fondo della grotta si trova una vasca a forma ellittica, dove si raccoglieva l'acqua piovana. Il materiale con cui è realizzata la chiesetta è molto variegato, frutto delle spoliazioni secolari dei templi romano della valle di Sulmona, tra cui il reimpiego di colonne del santuario di Ercole Curino, poco distante.
- Chiesa di Sant'Eustachio: chiesa settecentesca lungo via Frentana, caratterizzata dal tipico impianto di chiesa rurale abruzzese, ingentilito dalle forme curve dell'architrave della facciata. Tale facciata ha l'architrave coronata da dentellature, e in asse centrale il finestrone e il portale. Il piccolo campanile è a vela, e l'abside semicircolare.
- Chiesa della Sacra Famiglia: in contrada Badia, a poca distanza dall'abbazia di Santo Spirito, la chiesa settecentesca ha un impianto rettangolare a navata unica, con una semplice facciata a coronamento orizzontale, decorata da portale con cornice decorativa molto sobria, sormontato da finestrone centrale. Presso l'architrave si trovano delle decorazioni.
- Chiesa di San Giovanni da Capestrano: chiesa moderna realizzata nel 2008 situata lungo via Torrone, nella zona ovest della città. La chiesa ha pianta quadrangolare, con un secondo piano circolare, che funge anche da cupola, con ampie vetrate che illuminano l'interno.
- Chiesa di San Michele: in via Cavate, lungo la strada per Pettorano sul Gizio, è una chiesa antica, ma completamente ristrutturata in forme moderne, che lasciano solo pochi scenari di lettura dell'impianto originario. La chiesa ha pianta rettangolare spezzata nella zona del presbiterio, il cui secondo blocco dell'edificio è molto più ampio, usato anche come zona per la casa canonica. La facciata è molto semplice, a capanna, con un oculo centrale e un portale.

## Altre chiese

### Abbazia di Santo Spirito al Morrone

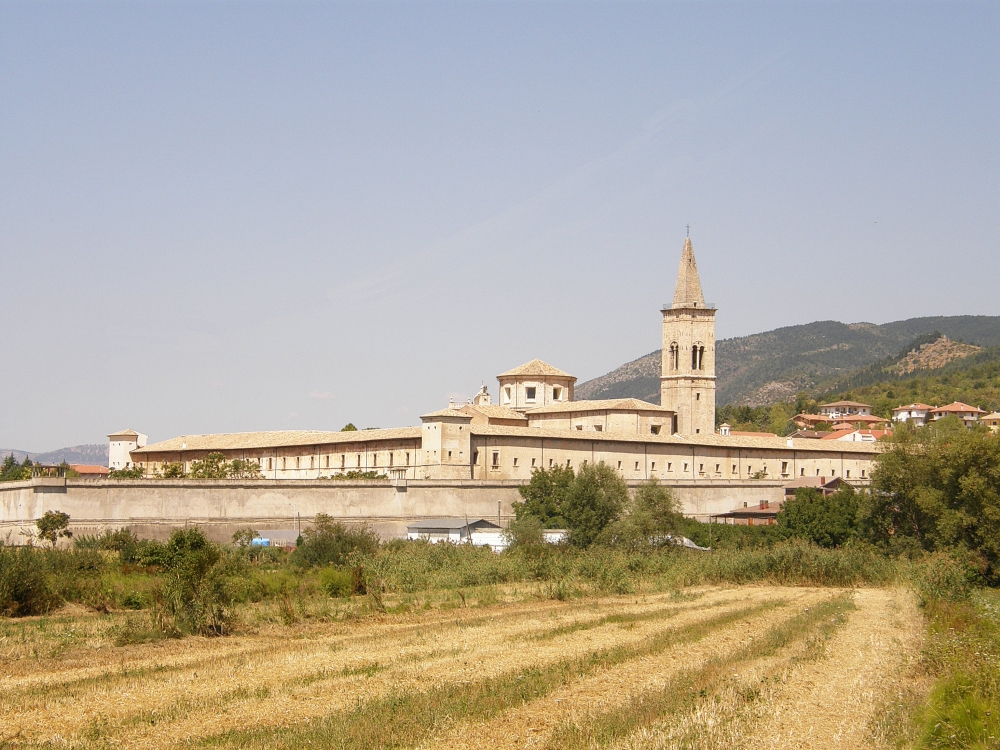
Veduta della Badia Morronese

Si trova in località Badia. Il complesso è stato fondato nel XIII secolo da Pietro da Morrone insieme all'ordine dei Celestini sulla piccola cappella di Santa Maria del Morrone. Nel XVI secolo l'abbazia venne ampliata nel 1596 sotto l'abate Donato da Taranto, dotata di un campanile a torre in stile tardo gotico, e ricostruita dopo il 1706. Nel 1730 fu riconsacrata, come attesta la data sotto l'orologio civico di Giovanni De Sanctis. Successivamente nel 1867 con la soppressione dell'ordine il monastero divenne scuola e carcere, fino all'abbandono e al successivo recupero nel Novecento, come sede di Sulmona dell'ente Parco nazionale della Majella
La corte centrale del complesso, detta dei "platani", costituisce il sagrato della chiesa. Il fronte di Donato di Rocco da Pescocostanzo è della prima metà del XVIII secolo, di impronta borrominiana, con l'alternanza di linee concave e convesse e l'impiego dell'ordine gigante nelle colonne, che richiamano il modello della chiesa di San Carlo alle Quattro Fontane. Il portale affiancato da colonne ioniche su basamento, è sormontato da un riquadro che incornicia una nicchia. Un'alta trabeazione ondulata divide la facciata, che ripropone anche nell'ordine superiore la sovrapposizione di aperture rettangolari nelle sezioni laterali, e la presenza di una finestra centrale. Una balaustra di coronamento intervallata da pilastrini media il passaggio tra la facciata e il cielo retrostante, con al centro un grande orologio.
Nella ricostruzione post terremoto 1706, la pianta della chiesa longitudinale venne trasformata a croce greca, con cupola centrale su colonne corinzie, e prolungamento dell'asse della profonda abside. L'interno conserva gli altari marmorei policromi, decorazioni in stucco e arredi lignei, tra cui la cantoria del 1681 della controfacciata, opera di Giovan Battista del Frate, dorata da Francesco Caldarella di Santo Stefano. La decorazione pittorica comprende i "Ritratti degli abati" nella cupola, di Joseph Martinez (metà del XVIII sec), una grande tela di scuola napoletana del XVI secolo con la "Discesa dello Spirito Santo", e altre due tele ritraenti San Benedetto di Norcia (1758) e "Apoteosi di San Pietro Celestino" (1750), realizzate da Antonio Raffaello Mengs.

### Basilica Concattedrale valvense di San Pelino

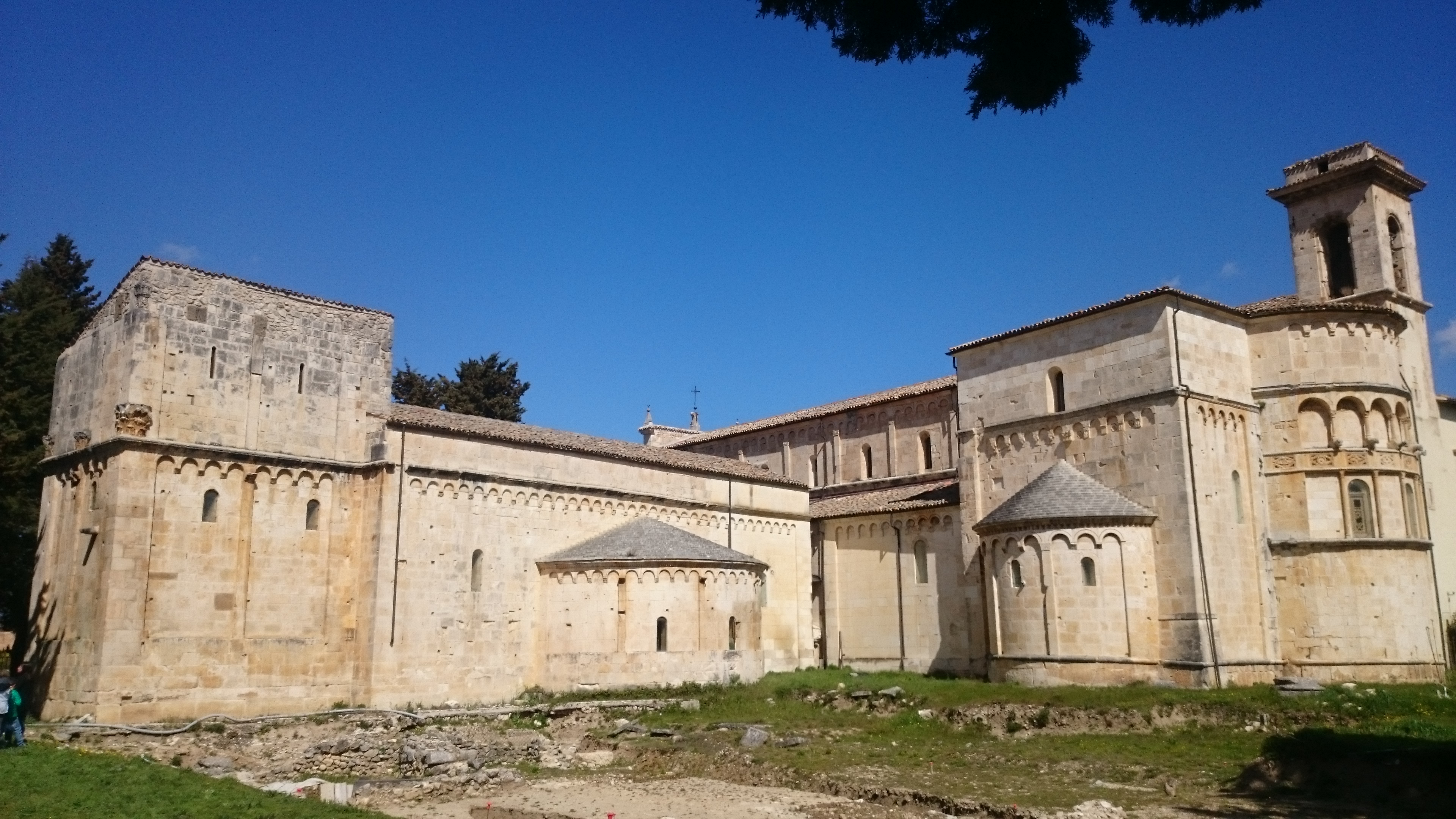
Prospetto del fianco destro della Basilica Valvense

Si trova nel territorio comunale di Corfinio, principale chiesa della Diocesi di Valva. La basilica fu eretta nel luogo dove nel IV secolo fu sepolto il vescovo Pelino di Brindisi, fu danneggiata varie volte dai Saraceni nell'881 e dagli Ungari nel 937. Per volere di Trasmondo, vescovo di Valva e abate dell'abbazia di San Clemente a Casauria, tra il 1075 e il 1102 la cattedrale fu rinnovata. Del precedente edificio si conservano una lastra dell'VIII secolo, oggi ammirabile nella vicina chiesa della Madonna de Contra in territorio di Raiano, e alcuni frammenti collocati nel muro posteriore del mausoleo di Sant'Alessandro.
Dalla planimetria dell'edificio risulta evidente che si tratta di una costruzione completamente autonoma dal corpo della cattedrale, cui fu unita solo in un secondo momento, a causa delle varie riedificazioni dovute alla distruzione dei terremoti, l'ultimo dei quali, nel 1706, compromise gravemente la struttura, per cui fu necessario un restauro in chiave barocca, smantellato poi nei restauri degli anni '60. I muri perimetrali sono impostati su grandi massi squadrati di epoca romana, il cui utilizzo assieme a quello di un elevato numero di ulteriori pezzi classico-romani, ha portato inizialmente gli studiosi a ipotizzare che si trattasse di un edificio romano in seguito trasformato in chiesa.
Più tardi si è scoperto che ivi fu costruito un piccolo oratorio dedicato a Sant'Alessandro Papa, trasformato per volere dell'abate Trasmondo in cattedrale. Da sottolineare è il consistente riutilizzo del materiale romano dell'antica Corfinium, presente specialmente nell'oratorio; il mausoleo papale potrebbe essere visto come il frutto di uno studio dell'antichità romana reinterpretato secondo i caratteri della nuova corrente medievale romanica. La parete interna è finemente ornata da lesene e arcatelle, così come presso l'abside esterna, rinforzata da lesene e coronata da arcatelle con cornice a coronamento con treccia di carattere italo-bizantino ed ovoli e dentelli di gusto romano.

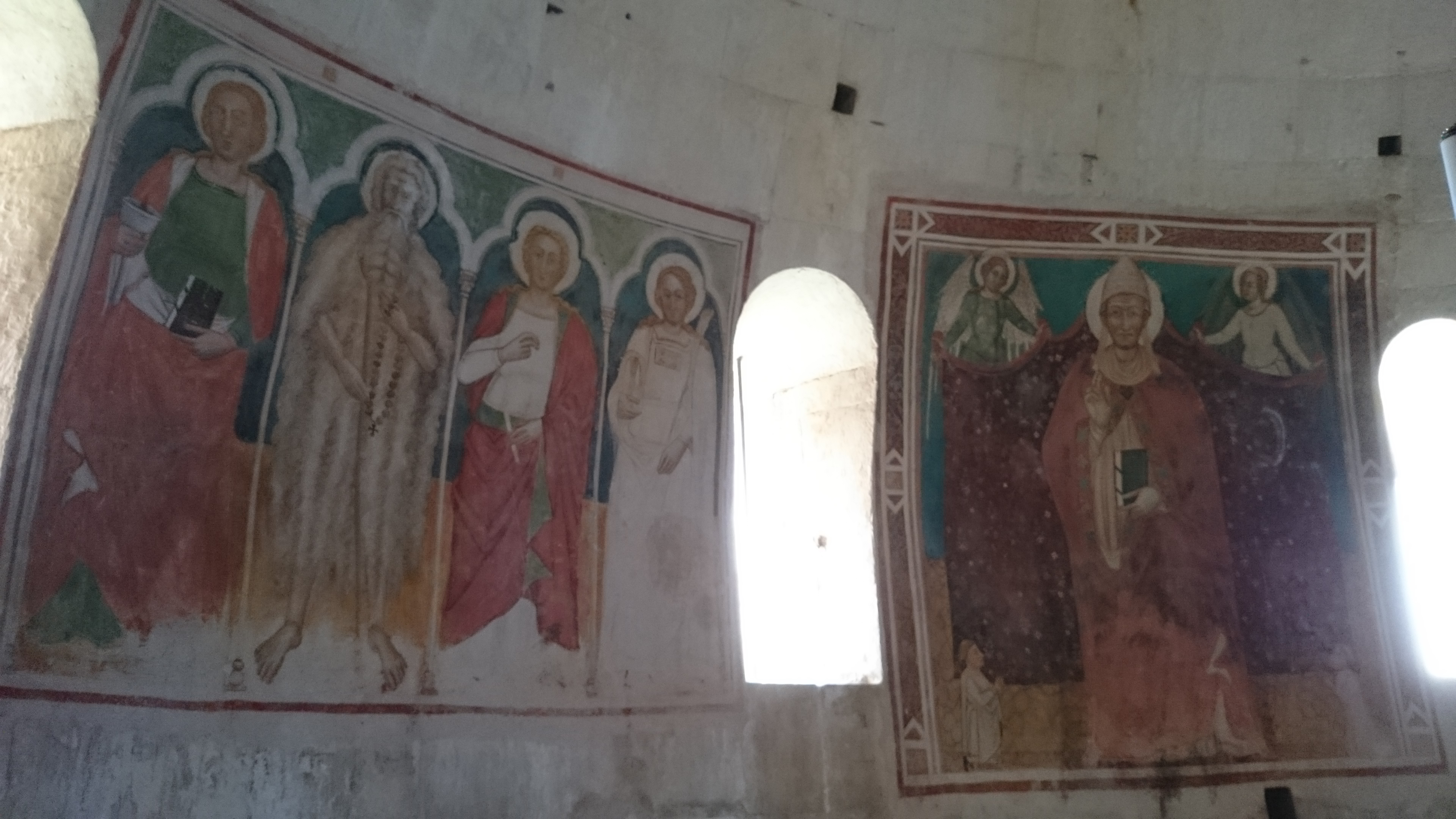
Affresco degli apostoli presso il presbiterio

Sul lato opposto della chiesa l'oratorio termina con una torre, che doveva essere un campanile, privo però delle arcate. Notevoli sono le differenze tra la cattedrale e l'oratorio, specialmente per quanto riguarda il rivestimento, che mostra lo sfalsamento all'altezza della cornice marcapiano dei due corpi edilizi. Probabile il vescovo Trasmondo non riuscì a vedere ultimati i lavori, proseguiti per volere del successore Gualtieri (1104-1128), e la chiesa fu consacrata nel 1124. Il fronte della basilica venne posizionato verso l'antica via Valeria, dove si trovano i due sepolcri romani detti "morroni", e il fianco destro a contatto con l'oratorio.
La facciata è incompleta, la muraglie segue le linee dell'interno attraverso due spioventi laterali, concludendosi in corrispondenza della navata centrale, con profilo a salienti con coronamento orizzontale. La superficie è tripartita da pilastri sui quali poggiano due arcatelle cieche. Il portale maggiore è l'elemento più interessante, che racchiude tutte le tipiche decorazioni a rilievo del romanico abruzzese. Le formelle classiche sono incorniciate da una modanatura a gola e listello all'interno della quale due volute d'acanto nascono da un calice a fogli. Il motivo dei leoni, assieme alla corona fogliata che cinge l'archivolto, inserisce un'impronta medievale all'interno dell'impostazione classicistica della scultura.

La basilica interna impianto a tre navate scandite da quattordici pilastri e arcate a tutto sesto. I pilastri sono a sezione quadrangolare, eccezion fatta per quelli tra la terza e la quarta arcata, smussati per avere una forma ottagonale. Un arco trionfale precede il presbiterio sopraelevato. Lo spazio fu trasformato in forme barocche tra il 1682 e il 1704, ripristinato successivamente nel sobrio stile romanico, eliminando ad esempio il tiburio centrale della cupola che sorgeva presso il transetto. Gli affreschi tre-quattrocenteschi sono ancora in parte conservati e mostrano un santo francescano, un Crocifisso, e dei santi nella lunetta della controfacciata.
Sempre presso l'interno si trova un pregevole ambone romanico realizzato sotto il vescovado di Oderisio da Raiano (1168-1188) da un tale Idolerico, il quale si ricollega alla tradizione degli amboni di San Liberatore, San Clemente, Santa Maria Assunta di Bominaco e San Paolo di Peltuino. Ha la cassa quadrangolare, con lettorino a pluteo semicircolare, sostenuta da quattro colonne con capitelli espansi. Gli elementi geometrici e vegetali degli architravi e delle cornici, così come i rosoni dei pannelli, esprimo una convergenza di motivi di diversa provenienza.

### Santuario di Maria SS. della Libera

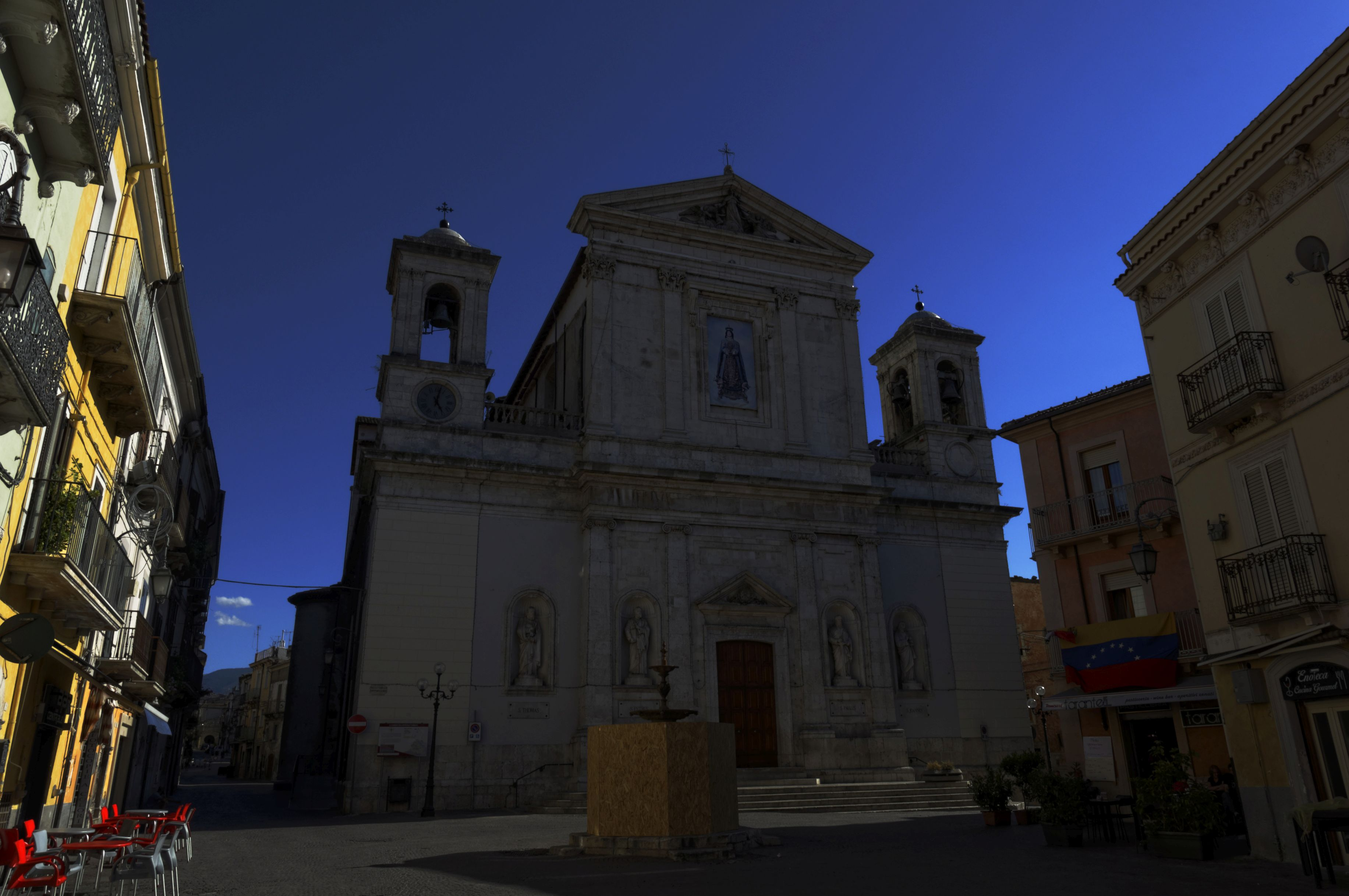
Prospetto della basilica-santuario di Pratola Peligna

Si trova a Pratola Peligna ed è uno dei santuari più importanti dell'hinterland sulmonese. Sorge dove si trovava una cappella con icona votiva della Madonna della Libera, risalente al XV secolo, allora nella campagna pratolese. Un miracoloso prodigio si verificò durante l'epidemia di peste che colpì la città nel XVI secolo, e al grido di supplica degli abitanti e del contadino Fortunato, che trovò l'icona del tempio diroccato, la Vergine sventò il contagio nella cittadina.
Fu costruita una nuova cappella per i pellegrinaggi, successivamente demolita nel 1851 per la costruzione di un santuario più grande, terminato qualche anno più tardi.
Il santuario è un compendio di vari stili, dal medievale per l'imponente pianta basilicale a croce latina al neoclassico-barocco per quanto riguardano la facciata e l'interno. Presso il transetto si trova la cupola a tiburio circolare, e i bracci del transetto sono sporgenti, insieme all'abside semicircolare del presbiterio.
La facciata è scandita da paraste e cornici marcapiano in tre sezioni principali, delle quali la maggiore ha un piano in più per mostrare l'architrave a timpano triangolare. Le altre due sezioni terminano con due campanili gemelli a torretta. Presso la zona centrale c'è una nicchia con l'immagine della Vergine della Libera, e alla base tre portali monumentali.
L'interno è a tre navate, decorato dalle pitture di Teofilo Patini e Amedeo Tedeschi: il tempietto presso l'altare maggiore è di Berardino e Giulio Feneziani, attivi a che nelle chiese principali di Sulmona. Tra le varie opere figurano delle tele e delle statue lignee presso le cappelle laterali, che sono in tutto nove. La statua processionale della Madonna della Libera è del 1741, opera dei Padri Celestino della Badia Morronese, mentre in una nicchia si conserva ancora l'antica icona quattrocentesca della Madonna, che compì il miracolo durante la pestilenza.

## Chiese scomparse
- Chiesa e convento di Sant'Agostino: sorgeva presso la porta omonima tra il Corso Ovidio e l'attuale Largo Carlo Tresca (nel ptimo Novecento Piazza Vittorio Emanuele). Il convento risaliva al XIII secolo, andò distrutto col terremoto del 1706, e la chiesa venne definitivamente demolita nell'800, trasferendo il portale gotico presso la facciata della chiesa di San Filippo Neri.
- Chiese di San Giacomo, San Silvestro e San Salvatore: non si sa in che punto preciso sorgessero, sicuramente nella parte nord del Borgo San Panfilo, probabilmente nell'area di via Matteotti e via Roosevelt. Già nel XVIII secolo risultavano scomparse.
- Chiesa di Sant'Ignazio e convento dei Gesuiti: sorgeva in Piazza XX Settembre, furono eretti nel XVII secolo, e a causa della decadenza di quest'ordine, la chiesa dopo il terremoto del 1706 non fu ricostruita, ma rimase in piedi l'abside con decorazioni barocche sino ai primi anni del Novecento, quando la piazza fu risistemata nel 1925 per costruire il monumento a Ovidio. Il convento corrisponde a un ex Collegio, oggi palazzo dello storico Caffè.
- Chiesa di San Giovanni: sorgeva in piazza XX Settembre, fu iglobata nella chi9esa di Sant'Ignazio di Loyola con l'arrivo dei Gesuito tra fine Seicento e primi decenni del Settecento
- Ex chiesa di San Tommaso: sconsacrata, ma con la facciata storica medievale ancora esistente, si trova in via Roma.
- Chiesa di Sant'Agata: appartenente al sobborgo di Sant'Agata, sorgeva in via Manlio d'Eramo all'incrocio al Corso Ovidio. La chiesa esistente sin dal Medioevo, venne rifatta quando fu possesso dei Monaci Carmelitani, oggi è nota come la chiesa del Carmine.
- Chiesa di Santa Maria dentro le mura o Sant'Andrea: facente parte del Sestiere di Porta Molina, dovrebbe corrispondere alla chiesa di San Gaetano in via Corfinio.
- Chiesa di Santa Maria di Roncisvalle, ancora esistente ma in degrado, risale al Trecento, si trova bella periferia ovest a ridosso delle mura, presso la Fonte Santa Maria Giovanna.